# Club León
El Club León es un club de fútbol profesional de México de la ciudad de León, ubicada en la región del Bajío mexicano, específicamente en el estado de Guanajuato. Juega en la primera división de México, en la cual ocupa la octava posición en su clasificación histórica.
Es el cuarto club más laureado del fútbol mexicano con un total de 19 títulos, teniendo entre su palmarés ocho Ligas, cinco Copas y cinco Campeón de Campeones; así como ser el primer campeón de la eLiga MX, como distinción ha sido el primer Campeonísimo. En contraparte, su máximo logro en competencias internacionales ha sido un campeonato de la Liga de Campeones de la Concacaf en 2023, habiendo sido subcampeón 30 años antes, en 1993.
Se fundó el 31 de agosto de 1943, tras la fusión de la Selección de Guanajuato y el Unión de Curtidores, bajo el nombre de Unión-León, llegando a jugar como local en el desaparecido estadio Patria. Posteriormente trasladaría su sede al antiguo estadio Enrique Fernández Martínez y más tarde, en 1950, al estadio La Martinica. Desde 1967 ejerce como local en el estadio León, también conocido como Nou Camp.
Participa en primera división desde la temporada 2012-13, categoría a la cual regresó después de una década en la Liga de Ascenso de México, después de su descenso en el verano de 2002; anteriormente ya había perdido la categoría una vez, en la temporada 1986-1987 para posteriormente regresar a Primera en la campaña 1989-1990.

## Historia

### Inicios, profesionalismo y la época dorada (1943-1958)
En la primera temporada (1943-1944) de la recién formada Liga Mayor no hubo equipo de Guanajuato. Y para la siguiente, se buscó la incursión de un club, que surgió a partir de una solicitud del Unión de Curtidores para fusionarse con la Selección de Guanajuato. El nombre elegido para el nuevo club fue Unión-León. A partir de ese momento, la directiva comenzó a vender bonos por cantidades variables al público para poder solventar los gastos que implicaba el tener un equipo en la máxima categoría. Con el dinero recaudado la directiva contrató a Marcial Ortiz, Raúl Varela, Alfonso Montemayor, Salvador Ramírez, Conrado Muñiz, Vicente Serrano, Pepe Cortés, "Palitos" Ramírez, Elpidio Sánchez y Duillo Dobles siendo Joaquín Fuente el director técnico de aquel conjunto.
De esta manera es aceptado para formar parte de la Liga Mayor en su segunda temporada (1944-1945). Aparte de los jugadores mencionados, el primer equipo se formó con jugadores provenientes de Argentina como Miguel Rugilo, que se desempeñaría a la vez como técnico y portero titular, el defensa Battaglia y de dos delanteros: Marcos Aurelio y Ángel Fernández. Debuta en el estadio Patria el 20 de agosto de 1944 contra Atlante que en ese tiempo era un club importante con jugadores como Horacio Casarín, Antolar, "Pelo" Ramos, "Margarita" Gutiérrez entre otros, cayendo derrotados por un marcador de 5 goles a 3.
La siguiente temporada, la 1945-46 aparece otro equipo en la ciudad: el San Sebastián de León. En esta campaña queda de nuevo en cuarto lugar de 16 equipos con 30 juegos; 17 triunfos, 4 empates, 9 derrotas para 38 puntos, el mejor anotador fue Alberto Mendoza con 24 goles.
En la campaña 1946/47 llegaron jugadores emblemáticos al Club, siendo uno de ellos Adalberto López, que se convertiría en el primer campeón de goleo mexicano y del equipo, al anotar 33 goles. En general, el equipo tuvo una gran campaña siendo subcampeón con 41 puntos, ya que en la última fecha empataron a ceros con Atlante y por un punto de diferencia perdieron el título, aunque mantuvo una racha de 14 juegos sin perder. Otro importante elemento fue Marcos Aurelio, quien destacó con 16 goles. Un hecho desafortunado se presentó precisamente en el juego contra Atlante que definiría al campeón. Ese encuentro se desarrolló en la Ciudad de México el 1 de junio de 1947 en el nuevo estadio de los Insurgentes (Ahora estadio Azul) cuando en realidad se celebraría en León, esto debido a una epidemia de Fiebre aftosa que azotaba la región del Bajío y es por eso que fue cambiado de sede. Esa circunstancia benefició directamente al Atlante.
Otro hecho que pasaría a la historia se dio en el partido contra América, el 9 de mayo de 1946, luego de que Florencio Caffaratti tocara accidentalmente un cable de electricidad caído tras la portería de León, al darse cuenta de lo sucedido, Alfonso Montemayor se lanzó a salvar al argentino logrando arrancarlo del cable. Posteriormente, Caffaratti entregaría a Montemayor una monedita de oro con la inscripción: "F. Caffaratti en agradecimiento a Montemayor".

#### 1.erCampeonato (1947-48)
Bajo la dirección técnica de José María Casullo los verdes perdieron 7 veces, en 3 de ellas por goleada frente al Oro 4-0 y Atlas 5-1 lo cual hacía dudar si conseguiría el título, no obstante terminaría empatado a 36 puntos con el Oro de Jalisco en el primer lugar de la tabla general por lo que fue necesaria una serie de desempate que se efectuó en el Estadio de los Insurgentes de la Ciudad de México, en el primer partido empataron a ceros, pero en el segundo encuentro el León derrotó al Oro por dos goles a cero, con anotaciones de Pablo Pérez al 51’ y Jaime Moncada al 74’, para así finalmente conseguir el primer título profesional. Adalberto "Dumbo" López se convierte en el primer bicampeón de goleo individual con 36 goles. Durante la temporada el León utilizó a los siguientes elementos, Eugenio "Mono" Arenaza, Antonio Battaglia, Alfonso Montemayor "Capi", Raúl Varela, Antonio Muñiz "Conrado", Alfredo Costa, Guillermo Flores, Marco Aurelio, "Dumbo" López, Edmundo Manzotti, Luis Luna, Jaime Moncada, Ángel Fernández, Faustino Padilla y Pablo Pérez "Chancharras". 
| \| Arenaza Battaglia Montemayor Costa Conrado Varela Manzotti Marcos A. Flores Moncada Perez \| |
| Arenaza Battaglia Montemayor Costa Conrado Varela Manzotti Marcos A. Flores Moncada Perez       |

| Arenaza Battaglia Montemayor Costa Conrado Varela Manzotti Marcos A. Flores Moncada Perez |

#### 2.º Campeonato (1948-49)
El primer bicampeón del fútbol mexicano fue formado por José María Casullo que debió superar las salidas de Ángel Fernández por retiró y Marcos Aurelio, vendido a mitad de la temporada al Fútbol Club Barcelona. El título se define en la última fecha al derrotar 2-0 al Asturias con goles de Adalberto López para impedir un empate con Atlas y Guadalajara que se quedaron a un punto, además León se convierte en Campeonísimo al ganar el torneo de copa tras golear 3-0 al Atlante el 14 de agosto de 1949, Así mismo este torneo los esmeraldas se llevan la peor goleada de su historia cuando Atlas les gana 8-2. Adalberto López se llevó de nuevo el goleo individual con 28 goles para convertirse en tricampeón, Cabe destacar que en este torneo debutó el que posteriormente sería emblema del club y de la ciudad, el portero Antonio Carbajal con el Real España el 2 de diciembre de 1948.
| \| Arenaza Battaglia Montemayor Costa Varela Flores Luna Conrado Manzotti Dumbo Marcos A. \| |
| Arenaza Battaglia Montemayor Costa Varela Flores Luna Conrado Manzotti Dumbo Marcos A.       |

| Arenaza Battaglia Montemayor Costa Varela Flores Luna Conrado Manzotti Dumbo Marcos A. |

Para la siguiente temporada el equipo decayó un poco para concluir con 31 puntos en el tercer lugar a 8 puntos del campeón Veracruz que contabilizo 38 puntos; Adalberto López seguía a un nivel impresionante marcando 29 goles quedando a solo un gol de Julio Aparicio de Veracruz que hizo 30 para impedirle el cuarto título de goleo consecutivo. Para la temporada siguiente vende a dos de sus más importantes jugadores cediendo a Adalberto López al Atlas donde sería campeón y su portero titular Eugenio Arenaza al América a cambio de 38 mil pesos, por su parte contrató al goleador Julio Ayllón del Veracruz que registró 10 goles esa campaña. En la temporada se queda en cuarto lugar con 26 puntos, también Luis Luna destacó con 8 tantos.

#### 3° Campeonato (1951-52)
De la mano de su entrenador Antonio López Herranz el equipo conseguía su tercer título, Antonio Carbajal llegó al equipo junto con el regreso de Marcos Aurelio, Sergio Bravo y Saturnino Martínez, debieron competir contra un Guadalajara que era dirigido por José María Casullo y que se mostraba muy fuerte, León le ganó los dos juegos del año con idéntico 1-0; la penúltima fecha ambos clubes llegaban solos buscando el título con Guadalajara en 30 puntos y León en 29; para la última jornada Chivas enfrentaba al Puebla en El Mirador y con solo sacar el empate se adjudicaría el campeonato, sin embargo los poblanos ganaron increíblemente 1-0 con anotación del tapatío Guadalupe Velázquez, además que el portero del Puebla, Vicente González, le detiene un penal a Tomas Balcázar. Por su parte León enfrentaría al Atlante, mismo al que derrotó 1-0 con anotación de Leonel Boza para sellar el tercer título el 20 de diciembre de 1951. El mejor anotador fue Marcos Aurelio con 11 goles.
| Carbajal Battaglia Montemayor Varela Martínez Costa Molina Bossa Bravo Luna Marcos Aurelio |

|  |

La temporada siguiente los del bajío se quedan en tercer lugar muy lejos del campeón Tampico FC que registró 34 puntos por 27 puntos de los leoneses. Para la temporada 1953-54 llegó el primer mal torneo al terminar en lugar 8 con 21 puntos, el mejor anotador fue Juan José Olivero. En 1954-55 llega una reestructuración para realizar un torneo de 25 puntos quedando en cuarto lugar. En este torneo inició la rivalidad contra Irapuato donde empata el primer juego de local 1-0 y después León gana en Irapuato por dos goles a cero. Los mejores anotadores del torneo fueron Marcos Aurelio y Leonel Boza con 7 goles.

#### 4° Campeonato (1955-56)
En esa temporada hubo aumento de equipos para ser 14, los de León dominaron el torneo al igual que Oro, Antonio López Herranz era el entrenador que con jugadores como Carbajal, Bravo, Martinolli, De la Tijera, Marcos Aurelio y Jorge Marik consiguieron la mejor racha en la historia del club que, luego de arrancar con derrota ante Atlas a partir de la jornada 3 y hasta la 21, se mantendría invicto con 12 victorias y 7 empates hasta perder su racha contra Tampico 1-0; y a dos fechas de terminar fueron suspendidos Mari, Marinilla y Aurelio lo que causó una caída empatando con Zacatepec y perdiendo con Puebla FC, lo que provocó que Oro que tuvo un cierre de 3 triunfos y un empate los alcanzara en el liderato ambos con 37 puntos, así obligó a jugar un encuentro más para definir el título entre ellos. Ese juego se disputaría 2 meses después, por la suspensión de la liga mexicana debido al II Torneo Panamericano que se disputó en Ciudad Universitaria entre el 26 de febrero y el 18 de marzo de 1956. El juego final se desarrolló en el estadio Olímpico Universitario de la Ciudad de México, León derrotó 4-2 al Oro con tres goles de Mateo de la Tijera y uno de Marcos Aurelio así el 25 de marzo de 1956 añadió su cuarto título, también obtendría el campeón de campeones al derrotar al Toluca que fue campeón de copa. El goleador fue Mateo de la Tijera que registró 12 goles más los 3 del juego de desempate. Marcos Aurelio se convierte en el primer y único tetracampeón en la historia del Club.
| Carbajal Nova Bravo Mulo Luna Marik Fello De la Tijera Bossa Marcos Aurelio Martinolli |

|  |

La temporada siguiente León no logró el título al conseguir 30 puntos quedando a 6 del campeón Guadalajara, en el torneo los verdes quedaron invictos en su campo donde de 12 juegos ganaron 8 y empataron 4, los goleadores fueron Osvaldo Martinolli con 17 y Mateo de la Tijera con 11 tantos. En 1957-58 queda en quinto lugar con 29 puntos a 10 del campeón Zacatepec pero gana el título de copa. Para 1958-59 León de nuevo aumentó su nivel para quedar a dos puntos de ganar su quinto título, se quedó cerca cuando a cuatro fechas de terminar goleó 4-0 a Guadalajara para recortarle la diferencia a 3 puntos (en ese entonces, el cuadro guanajuatense tenía 28 unidades por 31 de los tapatíos), sin embargo Chivas ganó 3 y un empate para llegar a 38 puntos; León por su parte llegó a 36 unidades. Los últimos 4 partidos, los ganó todos. Los goleadores fueron Martinolli con 21 tantos y Alberto Etcheverry con 7. 1959-60 alcanza el cuarto lugar con 30, Alberto Etcheverry marcó 16 goles.

### Años 1960 y 1970: Los títulos coperos
1960-61 se queda en quinto puesto con 26 unidades, 1961-62 el quinto lugar con 25 puntos, 1962-63 consigue los mismos 25 puntos, pero cae hasta el lugar noveno general. 1963-64 misma situación de 25 unidades con el noveno lugar destacaron Claudina Barbosa y Amador Fuentes con 6 goles; 1964-65 mejora al quedar en séptimo lugar de 16 equipos con 30 puntos, Barbosa anotó 10 goles. 1965-66 con 28 puntos queda en noveno lugar, Luis Estrada anota 9 goles. 1966-67 esta campaña mejora con 34 puntos en lugar 5, los jugadores Gabriel Mata y Sergio Anaya marcan 9 y 8 goles, el acontecimiento fue la inauguración oficial del estadio Nou Camp el 1 de febrero de 1967 con el juego Santos y River Plate 2-1, aunque el León se mudó a ese escenario para el partido contra América del 16 de octubre de 1966 (2-1) además consigue el título de copa México y luego pierde el campeón de campeones contra Toluca 1-0.[cita requerida] 1967-68 concluye con 35 puntos en el lugar 5, 1968-69 hay una desmejora al conseguir 31 puntos ubicándose en séptimo lugar, como hechos anecdóticos el 5 de diciembre en el estadio Jalisco en un juego contra Guadalajara, a León le fueron expulsados 5 elementos razón por la cual el cotejo no pudo continuar y fue suspendido al minuto 75’ por el árbitro Arturo Yamasaki, los jugadores expulsados fueron Gil Loza, Salvador Enríquez, Pachuco López, José de Jesús Valdez y Rafael Chávez Rodríguez. Al final del torneo se proclama goleador individual Luis Estrada con 24 goles y alcanzó esa distinción al marcarle 4 goles al Necaxa en la penúltima jornada. 1969-70 quedó exactamente igual en puntos y lugar que la temporada pasada, los jugadores Luis Estrada y Sergio Anaya destacan con 11 goles cada uno, esta campaña fue dirigido por Antonio Carbajal.
Para el Torneo México 70, hubo dos cambios de técnico inicio el ya conocido argentino Luis Grill, pero antes de acabar fue reinstalado en su puesto Antonio Carbajal, como resultado quedaron con 33 puntos al cuarto lugar general de nuevo destacan Sergio Anaya que se convierte en goleador del certamen con 16 anotaciones, mientras Luis Estrada marca 13 goles. 1970-71 llegan jugadores como Jorge Davino, Roberto Salomone y Juan José Valiente que marcó 10 goles, el club fue dirigido por Antonio Carbajal realizan una temporada buena de 38 puntos ubicándose en cuarto lugar, luego se adjudicó el título de copa México y campeón de campeones al derrotar al América 1-0. 1971-72 realiza un torneo regular de 35 puntos con el lugar sexto general y de nueva cuenta gana la copa México y el campeón de campeones al derrotar a Cruz Azul en penales 5-3, durante la primera vuelta Luis Estrada recibió dos impactos de bala que lo dejaron fuera todo el año.
1972-73 inician dirigidos por Antonio Carbajal pero fue sustituido por Rafael Albrecht que fungía como jugador y técnico. Luego llegó el brasileño José Gomes Nogueira que llevó el equipo al segundo lugar con 42 puntos y quedar a 2 del Cruz Azul, así califica a su primera liguilla donde eliminan a Atlético español con un 0-0 la ida y un empate a 3 en la vuelta con goles leoneses de Salomone (2) y Albrecht; en ese tiempo no existía el criterio de desempate por ubicación general ni gol de visitante, así que debió jugarse un tercer juego en el estadio Cuauhtémoc donde terminan de nuevo empatados 1-1 gol de Albrecht, se tiraron penales y León llegó a la final superando 5-4 a los del Atlético. La final fue contra Cruz Azul el primer cotejo fue el 12 de junio en León empatando 1-1 goles de Albrecht y Fernando Bustos por los azules, el de vuelta el 17 de junio en el estadio Azteca con un empate 0-0, de nueva cuenta se requería un tercer juego de desempate que se realiza de nuevo en Puebla el 19 de junio los guanajuatenses son derrotados 2-1 goles de Javier Guzmán y un autogol de Jorge Davino, por León descontó Salomone. En este plantel había jugadores como el portero Jorge Jaramillo, los defensas, Arturo Razo, Guillermo García, Rafael Albrecht, Carlos Gómez, los medios, Luis Estrada, Mario Cuevas, Mario Ayala, Rafael Chávez Rodríguez, y los delanteros Roberto Salomone, José de Jesús Valdez, Juan José Valiente, y Jorge Davino.
En 1973-74 consigue 40 puntos y la quinta posición de 18 equipos no califica, el jugador destacado fue Roberto Salomone que marcó 18 goles. 1974-75 Jorge Davino es traspasado a los Cachorros del Potosino, mientras se contrató a Daniel Mantegazza y a Osvaldo Batocletti, para esta campaña inicia de entrenador Sergio Anaya, y luego fue relevado por el uruguayo Washington Etchamendi que llevó al equipo a repuntar para conseguir el quinto liderato general producto de 21 triunfos, 9 empates, 8 derrotas, 70 goles a favor por 50 en contra con 51 puntos, el goleador leonés fue Salomone con 19 tantos. En la liguilla hubo una serie grupal clasificando León, Cruz Azul, Toluca, y Unión de Curtidores en serie todos contra todos donde el que más puntos hiciera era el campeón. Los esmeraldas enfrentaron a Unión de Curtidores perdiendo 1-0, y empatando el segundo juego 0-0, después le ganan Cruz Azul los dos juegos 1-0 y 3-2; el tercer rival fue Toluca.  El penúltimo juego fue el definitivo. En el estadio Toluca Mundial 1970, el 26 de junio de 1975, Italo Estupiñán marcó al 52’ mediante un remate de cabeza al ganar el salto al defensa central leonés Héctor Santoyo y vencer a Hugo Pineda, para dejar el marcador final de 1-0 y entregar el campeonato al Toluca. El último juego de la liguilla lo gana el León en el Nou Camp por 3-1, ya sin posibilidades de campeonar, con goles de Manuel Guillén, Isidro Caballero y Luis Gómez; por los rojos marcó Ramón de la Torre. Las posiciones de este mini torneo por el título quedaron así: Toluca 8 puntos, León 7 puntos, Curtidores 5 puntos y Cruz Azul con 4.
1975-76 Fue la primera temporada que aparecieron los grupos los del bajío quedaron ubicados en el grupo 4 junto a Toluca, Pumas, Laguna y Jalisco, también en este torneo aparece la fase de cuartos de final. Para el torneo se va Etchamendi así que asignan de nuevo a Sergio Anaya que en la temporada fue reemplazado por Ignacio Jáuregui, el club termina en tercer lugar con 46 puntos, en los cuartos de final pierde los dos encuentros contra U de G con resultado 6-0 global. Salomone marca 16 goles. 1976-77 Sergio Anaya empieza la temporada, pero es relevado por Roberto Scarone por 29 fechas luego regresa Anaya para las últimas 9 jornadas, se destacaron Alberto Jorge con 20 goles y Salomone con 9 anotaciones. Los números fueron 12 triunfos, 15 empates y 11 derrotas, para 39 puntos dejándolos en décimo lugar. 1977-78 salen Mantegazza y Batocletti a Tigres, como técnico estuvo el regreso de Gomes Nogueira, pero salió por Agustín Santillán que también fue cambiado por Roberto Silva; fue una mala temporada al ocupar el lugar 11 de 20 equipos con 36 puntos y no calificó. El mejor anotador fue Alberto Jorge con 15 goles. 1978-79 continua su decadencia Antonio Carbajal regresa como técnico y cae al lugar 16 con 33 puntos, Kalú anotó 12 goles. 1979-80 otro decepcionante torneo ubicado en el lugar 17 con 29 unidades como técnico colocan de nuevo a Gomes Nogueira que, ante los malos resultados, salió por otro conocido en Agustín Santillán.

### Años 1980: Crisis deportiva y el primer descenso
1980-81 sigue la crisis del equipo al terminar con 31 puntos en el antepenúltimo, como entrenador estuvo primero Alberto Resquín y luego Alberto Etcheverry, el mejor hombre fue Concepción Rodríguez con 9 tantos. 1981-82 esta campaña estuvo muy cerca de descender con cuatro técnicos primero Walter Ormeño seguido de Salvador "Chavicos" Henríquez, luego Agustín Santillán "Peterete" que fue destituido luego de sumar 4 empates seguidos a 0, llegó Arpad Fekete en la fecha 18 que salvo al equipo cuando logró rescatar 3 puntos para dejarle ese problema de la liguilla por el no descenso al Atlas y Tampico. Terminó con estos números: 6 victorias, 15 empates y 17 derrotas con el lugar 18 de 20 equipos. Los destacados fueron Rubén Omar Romano con 13 goles y Juan Carlos Roldán con 9 anotaciones. 1982-83 inicia el entrenador Juan Faccio, pero al llevar 0 ganados 3 empates y 6 derrotas es cesado por Sergio Anaya por 2 cotejos donde sale con un punto, antes de la jornada 11 llega por cuarta vez al relevo Gomes Nogueira que por fin consigue el triunfo en la jornada 12 cuando derrotan los leoneses 3-2 a Tigres de visitantes, los goles son obra de Zizinho 2 y Rubén Omar Romano. Después del cambio el equipo salió del último lugar para terminar en el décimo lugar con 37 puntos, como jugadores destacados fueron Romano que hizo 11 goles, Zizinho 10 goles y Víctor Rangel con 9 tantos.
En 1983-84 como novedad llegó el Multi-Goleador Evanivaldo Castro “Cabinho” que debutó ante Tampico Madero con un 3-3, donde anotó un gol y falló un penalti, aunque en lo deportivo no hubo mayor mejoría que ocupar el lugar 16 con 32 puntos; como técnico inicio Sergio Anaya por 12 fechas, llegó entonces José Luis Aceves otras 12 fechas, luego Luis Grill 3 y de nuevo salva de los últimos lugares Arpad Fekete que dirige 11 jornadas. El goleador del equipo fue Cabinho con 18 goles. 1984-85 este fue el último equipo exitoso antes de su descenso cuando Arpad Fekete dirige todo el torneo ubicando a los esmeraldas en octavo lugar con 42 puntos, producto de 12 triunfos, 18 empates y 8 derrotas, califica a liguilla después de 9 años enfrenta en cuartos de final a U de G y gana el de ida 1-0 con gol de Cabinho, en la vuelta pierde 2-1 el gol fue de Cabinho, León define la serie en penales 7-6, así llega a semifinal contra el Club Universidad Nacional el de ida fue un 3-3, goles de León, Juan Pablo Muciño, Carlos Eusebio y Cabinho, en la vuelta cae 2-0 en el olímpico 68. Evanivaldo Castro consiguió el título de goleo individual con 23 goles. Prode 1985 solo hubo 8 juegos de temporada a consecuencia del mundial México 86, los de León fueron dirigidos por Julio Larios que entregó 7 puntos en el lugar 15. México 86', torneo corto que inicia el técnico Gabriel Mata que sale 3 fechas después por tener 3 derrotas, así llega Jorge Davino que levanta al club para dejarlo en decimoctavo lugar con 13 puntos en 18 jornadas.
En la temporada 1986-87 inicia el exjugador esmeralda el argentino Jorge Davino es destituido en la jornada 20 obtuvo 14 puntos producto de 6 victorias, dos empates y 10 derrotas entra al relevo de forma interina Mario Ayala un juego y a partir de la jornada 22 toma el mando del equipo el chileno Pedro García debutando el 28 de diciembre de 1986 cayendo de visita en el estadio Tamaulipas ante el Tampico-Madero por 1-2. Pedro García dirigió 20 juegos de los que ganó seis, empató seis y perdió ocho.
El 16 de mayo de 1987 el León disputaría su último juego en primera división de aquella etapa enfrentando a los Tigres de la UANL ganando por 2-0  con goles de Alberto "Tito" Echeverry y Jesús "Pitufo" Mendizábal. En ese momento el equipo llegaba a 32 puntos mismos que tenía el Necaxa pero superando a este por mejor diferencia de goles, al día siguiente el domingo 17 de mayo el Necaxa enfrenta a la UdeG en el estadio Jalisco, el equipo electricista necesitaba un punto para librar el descenso, el juego lo ganaba la UdeG con gol de Víctor Rodríguez y así terminó el primer tiempo la afición leonesa albergaba esperanzas de la salvación pero a los 10 minutos del segundo tiempos Pareja López anotaba el empate que significó el primer descenso del club en su historia rompiendo 43 años de permanecer en primera división. Los números fueron 40 juegos, 12 triunfos, 8 empates, 20 derrotas 42 goles a favor por 57 en contra para 32 puntos que lo condenaron al descenso directo junto con Cobras de Querétaro que fue el último lugar. 
Para la temporada 1987-88 la directiva planea el ascenso inmediato mantiene la base del equipo que descendió y los refuerza con jugadores como Jorge Martínez y Jorge Pajarito que llegaron procedente del Atlas, Raúl Martínez y Joel Ambriz llegados de Cobras de Querétaro, Ignacio Ambriz proveniente del Necaxa. Pedro García se mantenía al frente del equipo, pero con el puesto de Asesor Técnico ya que en ese tiempo los extranjeros no podían trabajar en la segunda división ni como jugadores o técnicos, el técnico "oficial" del León fue Julio Larios. El León lograría el liderato de aquel torneo merced a 21 triunfos, 9 empates y ocho derrotas, pero pese a esos número término perdiendo el ascenso contra las Cobras de Ciudad Juárez en tres partidos la Ida realizada el 2 de julio de 1988 en Ciudad Juárez con empate sin goles, para la vuelta el sábado 9 de julio en un partido pasado por lluvia el León se ponía en ventaja a los 28 minutos con gol de Joel Ruiz se iba al frente faltando cinco minutos para el final el árbitro Antonio Garza y Ochoa marcaba penal a favor de Cobras que fallaría Rogelio Romero pero dos minutos después un remate de Raymundo Rodríguez empataría el marcador, el ascenso se definiría tres días después teniendo como escenario el estadio Azteca. El 12 de julio con un arbitraje de Jorge Humberto Rojano y autogol de Juan Lino el León se quedaba en Segunda.
Para la temporada 1988-89 llega a la dirección técnica Diego Malta, le seguiría un desfile de técnicos: Julio Larios, Luis Grill y Agustín "el pelón" Santillán quien debutaba como técnico con solo 30 años, pero el equipo no fue capaz de calificar a la liguilla pese a terminar en cuarto lugar de la calificación general. Entre los jugadores que llegaron esa temporada esta Martín Peña, Martín González, Mariano Laurean, Heriberto López, Juan Hernández, Raúl Torales, Armando Serratos, Martín Vázquez estos últimos traídos por recomendación del técnico Malta de los Correcaminos de la UAT. 
El 27 de mayo de 1990 se jugaba la ida de la final de segunda división en el estadio León enfrentando los locales al Inter de Tijuana, al cual aplastó tres a cero con dos goles de Martín Peña y uno de Carlos Turrubiates. Para la vuelta en el estadio de béisbol de los Potros de Tijuana adaptado para futbol empataron ambos equipos a uno, anotó Andrade por León y Mario Vázquez por Tijuana con ese empate 1-1 el equipo de León, Guanajuato lograba ascender el 3 de junio de 1990.

### Años 1990: Regreso a la primera división y los torneos cortos
Los esmeraldas regresaban a primera división para la temporada 1990-1991, dirigidos por Víctor Manuel Vucetich que debutaba en la máxima categoría y dirigió todo el torneo, cumpliendo con una buena labor, quedando el club en sexto lugar con 41 puntos aunque no calificó por ser tercero del grupo 3, Francisco Uribe y Martín Peña destacaron con 13 y 12 goles.

#### 5° Campeonato (1991-92)
En la temporada 1991-92 luego del ascenso de segunda división formó su plantel con jugadores como el portero Marco Antonio "Chato" Ferreira, el brasileño Milton Queiroz "Tita" (figura principal anotó 16 goles y mayor ídolo del club León), Alberto Coyote, Carlos Turrubiates, Guadalupe Castañeda, Marco Antonio Benatto "Maquinho", Edgardo Fuentes, Martín Peña, Francisco Uribe; realizan una campaña buena bajo la dirección técnica de Víctor Manuel Vucetich terminan la temporada con 45 puntos y el 4 lugar general, enfrenta en cuartos de final a Pumas ganado ambos juegos 1-0, en semifinal elimina a Cruz Azul con un 3-3 global primero pierde el cotejo de ida 3-1, el gol del León fue concretado por “Marquinho” el juego de vuelta derrotan 2-0 con tantos de Milton Queiroz y Martín Castañeda, avanzando por más goles de visitante, llegando a la final para enfrentarse a Puebla FC donde León aprovechó las circunstancias pues los poblanos no estaban concentrados al tener problemas extra deportivos, los esmeraldas empatan el juego de ida 0-0 y llevarse una aparente ventaja a León donde el 7 de junio de 1992 el juego fue complicado al empatar en tiempo regular 0-0, en los tiempos extras se imponen con gol de Carlos Turrubiates al 104’ y un autogol de Aurelio Rivera al 106’ para ganar 2-0 y levantar su quinto título de liga.
| Ferreira Turrubiates Fuentes Castañeda "Venadito" "Tena" Tita Peña "Toky" Uribe Marquinho |

|  |

Para la temporada 1992-1993 León realizó otro gran torneo de 47 puntos liderando así el grupo 4 en cuartos de final derrota a Tigres con un 2-0 el de ida y un 4-2 para la vuelta, en semifinal enfrentan a Atlante empatan el de ida 1-1, y en la vuelta los potros de hierro los sorprenden en el Nou Camp ganándoles 3-1 y eliminarlos. Para 1993-1994 se deshace de jugadores importantes como Alberto Coyote a Guadalajara y Guadalupe Castañeda a Cruz Azul. Tuvo un regular torneo de 38 puntos pero no calificó al ubicarse en 4 lugar del grupo 2 y el lugar 12 general. En 1994-95 consigue 31 puntos y el quinto lugar del grupo 4.
Para 1995-96 la plantilla contó con elementos como el norteamericano Marcelo Balboa, el habilidoso Damian Álvarez Arcos, el argentino Gustavo Dezotti y los veteranos mediocampistas Jaime Ordiales y Alfonso Sosa. La temporada inició prometedora, logrando mantener el invicto a lo largo de 9 semanas, y a pesar de una racha negativa a partir de la jornada 12, el equipo compuso el rumbo para conseguir  50 puntos, pero debido a que el club fue sorteado en el grupo junto a los líderes del torneo Cruz Azul 56 puntos, Monterrey 52 puntos, Pumas 50 puntos, y León 50 puntos, debió jugar la reclasificación contra Tigres que había descendido al final del torneo para quedar eliminado al perder 4-1 el de ida 4-1, y a pesar de ganar 3-1 no le alcanzó con un 5-4 global. El goleador fue Milton Queiroz Tita con 19 goles, incluida una racha anotando gol en 8 partidos consecutivos.
Con la creación de los torneos cortos en México, llegó para el equipo una época por de más discreta y hasta cierto punto frustrante para la afición leonesa, ya que con el pasar de cada justa el equipo era reforzado con jugadores de experiencia pero no lograba, a excepción del invierno 97, regularidad ni el acceso a la liguilla. En la justa del invierno del 96, tuvo un torneo de 23 puntos, bajo el mando de Miguel Ángel López y después con Carlos Miloc, teniendo a Milton Quiroz Tita como máximo goleador del torneo regular con 8 tantos, accediendo a reclasificación de nuevo y perdiendo contra Toros Neza 4-2 el global. El argentino Ángel David Comizzo llegó en dicho torneo a cubrir la portería del equipo Esmeralda. Jugadores de experiencia como Sigifredo Mercado, los ex-seleccionados nacionales Ricardo Cadena y Carlos Turrubiates y el mediocampista Alfonso Sosa fueron algunos de los jugadores que conformaron la plantilla leonesa. 
El primer certamen corto en México marcaría también el fin de la carrera en tierras aztecas del brasileño Milton Queiroz "Tita", ubicándose como el segundo mejor artillero en la historia del club con 97 goles además de haber conseguido la Liga en el 91-92.
En el Torneo de Verano de 1997 con el chileno Carlos Reinoso al frente, no se calificó a la liguilla al conseguir 23 puntos, siendo el máximo artillero del club el también chileno Christian Torres con 7 goles. En dicho torneo León se convirtió en el primer equipo en la historia del fútbol mexicano en fichar a un francés en Amara Simba.
En el invierno de 1997  se le dio la continuidad a Carlos Reinoso como técnico y el equipo se reforzó con jugadores como, Hernán Medford, Alberto "Guamerú" García, Flavio Davino, Everaldo Begines, el balcánico Dajan Batrovic, Roberto Medina y el veterano arquero Adrián Chávez, conduciendo al equipo a conseguir el liderato general con 32 puntos producto de 9 triunfos, 5 empates y solo 3 derrotas, siendo la mejor ofensiva del torneo con 30 goles, curiosamente fue un defensa, Sigifredo Mercado, el goleador del equipo con 7 anotaciones. Enfrentó en cuartos de final a Toros Neza con quienes ajustó cuentas pendientes perdiendo el primero 1-0, pero en León los esmeraldas los golearon 6-3. En semifinal ganaron al Club América donde perdieron el partido de ida 1-0, y en el de vuelta ganaron 3-1, con un golazo de bolea de Missael Espinoza además de dos tantos de Everardo Bejines, quien salió en un tarde inspirada, liquidaron al América en un periodo de tan solo 9 minutos para así llegar a la final frente a Cruz Azul.
El partido de ida fue celebrado el 4 de diciembre de 1997, Cruz Azul sacó el resultado 1-0 con anotación de Benjamín Galindo, el León perdió al estelar defensa argentino Edgardo Fabián Prátola para el juego de vuelta celebrado el 7 de diciembre en el estadio Nou Camp por suspensión. Ya en el segundo encuentro el León le jugó de tú a tú a Cruz Azul, anulando a jugadores como Palencia, Galindo, Adomaitis y Yegros, León por su parte también fue neutralizado pues muy poco lució Bejines y Medford. Sin embargo el gol del empate llegó al minuto 53' cuando Medford envía un servicio donde Missael Espinoza de bolea conectó, de forma muy similar al gol contra América en semifinales, para vencer a Oscar Pérez, de ahí el partido se tornó de ida y vuelta con llegadas de ambos equipos. León no pudo capitalizar la expulsión del cruzazulino Lupillo Castañeda ya que Flavio Davino a su vez se hizo expulsar por una actitud antideportiva dejando al equipo con 10 jugadores en el campo, ganándose el reproche tanto de la afición como de sus compañeros. A 5 minutos del final, Hernán Medford filtró una pelota al balcánico Dajan Batrovic quedando solo contra el portero con una clara oportunidad de marcar el gol que vez representaba el título, pero su tiro fue suave dando oportunidad al defensor José Guadalupe Castañeda de sacar el balón de la línea de gol. Llegaron los tiempos extras y Luis Fernando Tena envió al campo a Carlos Hermosillo debilitado por una lesión, a buscar finiquitar el encuentro por vía del gol de oro misión que consigue al minuto 10 del primer tiempo extra cuando en una jugada iniciada por Agustín Morales centra un servicio por derecha, Hermosillo va por el balón ante la salida de Comizzo, que no se queda con la pelota al ser desviada por un defensor, en la acción ambos jugadores chocan y ya en el suelo Comizzo inexplicablemente propinó una patada en el rostro a Hermosillo, Arturo Brizio, que no expulsó al portero, señaló el penal que el mismo Hermosillo convirtió para ganar el título de Cruz Azul después de una espera de 17 años.
Luego del excelente desempeño del equipo de Carlos Reinoso durante la campaña regular, mucho se habló de que el chileno dejaría el timón verdiblanco para ir a dirigir al América, incluso de manera extraoficial se llegó a manejar en el los medios que "Reinoso dirigía al León en la liguilla ya con un contrato firmado con América para el Verano '98". Finalmente, terminado el certamen y después del subcampeonato, Reinoso se deslindó de cuadro esmeralda para ir a dirigir a las Águilas del América, incluso se habló en un principio de la llegada a los de Coapa del arquero Ángel David Comizzo junto con Reinoso, pero debido a la suspensión de 8 partidos para la siguiente temporada debido a las acciones en la final, concretamente la patada al rostro de Hermosillo, la transferencia no se realizó. Al final, el único elemento que siguió a Reinoso al América fue su compatriota (y también yerno) Christian Torres.
Luego llegó el Torneo de Verano 1998, donde contrataron a Aníbal Ruiz, el plantel del actual subcampeón quedó intacto con excepción de las salidas de Batrovic y Christian Torres y las llegadas de Kalusha y el argentino Lorenzo Sáez, campeón goleador dos torneos atrás para tratar de hacer mancuerna nuevamente con Hernán Medford al igual que en Pachuca, la temporada lucía adecuada para buscar una vez más el ansiado título, el torneo comenzó de manera positiva derrotando de local a América 2-1, dicho resultado dio una doble satisfacción a la gente de León ya que los 3 puntos fueron a costa del equipo del ex-entrenador leonés. Sin embargo luego de ese triunfo el equipo vino a menos con tres derrotas consecutivas y 2 empates por lo que destituyen a Ruiz por Alberto Guerra, que rescató tres triunfos más, 2 empates y 5 derrotas dejando al subcampeón en la decimosexta posición general con 17 puntos, el mejor goleador fue nuevamente Sigifredo Mercado junto con Lorenzo Sáez y Everardo Bejines con apenas 4 goles cada uno.
Invierno 98; Alberto Guerra conformó su plantel con la base del equipo más las contrataciones de Camilo Romero, José Luis González China y Jaime Ordiales. La temporada se tornó complicada y no califica al sumar 16 puntos, Guerra es destituido en la jornada 9 por Carlos Babington que poco aportó para evitar el mal torneo. Por tercer torneo seguido Sigifredo Mercado sería el mejor anotador con 4 tantos, a partir de este certamen León comienza su decadencia. El invierno del 98 sería también el último de los 5 Torneos que el arquero Ángel David Comizzo defendiera la portería esmeralda.
En verano 99' no hay mejoría alguna al concluir con los mismos 16 puntos por 5 triunfos, 1 empate y 11 derrotas, de lo poco rescatable fue el goleador del equipo Everaldo Begines con 9 tantos, la mayor cantidad de goles desde el comienzo de los Torneos Cortos, pero lo hecho por el entrenador Víctor Manuel Vucetich quedó muy lejos de los anteriores logros con el equipo leones y dejó su puesto en favor de Carlos Bracamontes.
Para el invierno 99; Unión de Curtidores propiedad del mismo dueño del León lograba su ascenso al imponerse al Atlético Yucatán el 26 de mayo de 1999; luego el Sr. Aguirre confirma que vendió el club León a Francisco Bernat Cid propietario del Puebla FC que acababa de descender, los medios locales cuestionan a Aguirre sobre si el club continua en la ciudad, afirmando el Sr. Aguirre que esa es la condición para haberlo vendido, sin embargo durante el draft de Ixtapa Francisco Bernat anunció el 23 de junio “León se convierte en Puebla” y desmiente a Valente Aguirre que en la compra no existe ningún impedimento de llevárselo, esto generó protestas masivas de los pobladores de la ciudad en la plaza cívica y zócalo frente al ayuntamiento donde miles con pancartas reprobaban el hecho, mientras tanto en el draft Valente Aguirre le dio poca importancia diciendo “ya se les pasará el coraje” el 24 de junio ante estos acontecimientos Curtidores desaparece para convertirse en Puebla y León permaneció en Primera siendo adquirido por el empresario Roberto Zermeño. Ya en lo deportivo se reforzó el plantel con los jugadores de Curtidores recién ascendido y desaparecido como Saúl Sánchez, Daniel Alcántar, Christian Patiño, Alexander Madrigal, y Andrés Pérez, y se deshizo de Camilo Romero, Lorenzo Sáez y Sigifredo Mercado. Bracamontes fue despedido a mediados del torneo y fue nombrado de nuevo Carlos Reinoso, que aportó poco, los números finales fueron: 5 triunfos, 4 empates y 9 derrotas para 18 puntos, mientras de lo poco trascendente del torneo, Hernán Medford, fue el líder de goleo del equipo con 7, además de despacharse con 4 goles en el triunfo de 6-2 ante los Tecos.

### El segundo descenso y estancia en Liga de Ascenso (2000 - 2012)
En el verano 2000 continúa Reinoso, quien, con pocos resultados, solo entregó 2 puntos de 15 posibles, renuncia en la fecha 5, así llega José Luis Saldívar, el equipo se continúa hundiendo y se metió en problemas de descenso en la fecha 11 al ubicarse penúltimo del descenso con 6 puntos de ventaja sobre Toros Neza con un ligero repunte de 2 triunfos, 2 empates y 2 derrotas se salvan pero concluyó en el penúltimo lugar general con 15 puntos, Everaldo Begines se proclama goleador del torneo con 14 goles aunque dividió el honor con Agustín Delgado de Necaxa y Sebastián Abreu de Tecos.
En el invierno del 2000 el equipo en lugar de reforzarse se desmanteló, al vender a Begines al Cruz Azul, y a Hernán Medford al Necaxa sus mejores jugadores; José Luis Saldívar continúa como estratega llegaron jugadores nuevos José Luis Sixtos, David Mendoza, y los brasileños Joao Batista, Marco Ferreira, Leandro Augusto, Adelino Batista y Ailton Da Silva además del regreso de Sigifredo Mercado. El torneo es nuevamente malo al generar 18 unidades y apenas ganar 4 veces, en el torneo se llevó goleadas del América (5-1), y Atlas (4-1), en este torneo regresó el auténtico clásico del bajío cuando enfrentó a Irapuato en la fecha 3 perdiendo 1-0, el goleador del club fue Adelino Batista con 8 tantos. En el banquillo terminó la temporada Mario Ayala como entrenador.
En el verano 2001 llegó el entrenador paraguayo Pablo Enrique Centrone, y se refuerza con el portero argentino Luis Islas, Nicolás Ramírez, el uruguayo ex de América Andrés Silva y José Luis Salgado, también procedente del mismo club. La misión era eludir el descenso donde debía librar tal batalla con Atlante pues ambos conjuntos estaban hundidos, a media temporada se planteó el aumento de equipos por lo que habría una promoción contra el subcampeón del ascenso, pero para ocupar dicho puesto la federación pedía 5 millones de dólares de admisión lo que puso atractivo el descenso entre León y Atlante. En el torneo Centrone fue destituido luego de la derrota contra Pumas 2-1 y dejar un acumulado de 3 triunfos, 5 empates y 4 derrotas, como relevo llegó Enrique López Zarza sumando 2 triunfos y 2 derrotas luego abandonó el equipo a una fecha de terminar por diferencias con algunos jugadores, Mario Ayala arribó para dirigir, con la ayuda de los veteranos y líderes en el vestidor Jaime Ordiales y Luis Alberto Islas, el juego vital contra Toluca al que derrotaron 2-0 y aseguro la salvación del club además calificar a la liguilla, esto debido a que Atlante descendió con los mismos 23 puntos pero el reglamento impide que el descendido califique a la liguilla, León tomo su lugar en la liguilla como primer lugar de su grupo pero quedó eliminado en cuartos de final por América, empatando el de ida 1-1 con goles de Francisco Uribe y un autogol de Murguía y en la vuelta es goleado 4-1 goles de Iván Zamorano 2, Frankie Oviedo 2, por León descontó Sigifredo Mercado. Los números fueron 6 triunfos, 5 empates y 6 derrotas, 17 goles a favor por 22 en contra el lugar octavo general y el segundo lugar del grupo 1. Por cuarta ocasión en 8 torneos cortos Sigifredo Mercado sería el líder goleador del equipo con 5 dianas. El partido de vuelta en los cuartos de final contra el América sería el último de postemporada para los esmeraldas en los siguientes 11 años.
Roberto Zermeño se mostraba como un dirigente arrogante que tomaba las peores decisiones, para el invierno 2001 quitó a jugadores como Jaime Ordiales y el portero Luis Islas que salió a medio torneo líderes de la salvación anterior, en cambio llegaron Zdenko Muff, Rodrigo Valenzuela, Eduardo Arancibia, Efrén Hernández y Horacio Sánchez, todos estos movimientos ocasionaron la caída del club que solo rescató 19 unidades y quedaba en penúltimo lugar junto a La Piedad y Celaya que sería su rival directo por eludir el descenso, para verano de 2002 contrató a jugadores como Nicolás Sartori, Guido Alvarenga a los rojinegros David pacheco, César Márquez y Gerardo Mascareño; los americanistas Raúl Gutiérrez y Edsón Astivia; además de los leoneses Israel Valadez, Ulises González. De técnico inicio Efraín Flores pero con un pésimo inicio de 6 jornadas sin ganar (4 derrotas y 2 empates) es cesado, entonces nombran a Rafael Chávez Carretero como técnico que debuta ganado a Atlante 2-1 sin embargo después del triunfo hilvano 5 derrotas consecutivas y 6 sin ganar hasta rescatar un apurado 2-1 contra La Piedad que le daba esperanza pero al perder 3-2 contra Cruz Azul y 4-2 contra Pumas la salvación se había complicado pues debía ganar los últimos 2 juegos y que Celaya los perdiera, en el juego vital cae de local contra Puebla 3-2 así sentencia su descenso, para terminar Necaxa los despide del máximo circuito derrotándolos 2-0. Los números del club en este torneo fueron 2 triunfos, 4 empates y 12 derrotas 17 goles a favor por 36 en contra para 10 puntos, en el porcentaje ocupó la última posición de 18 equipos con 103 puntos en 104 juegos para 0.9903 que los condenó por debajo de Celaya y Puebla.
Ya con el descenso diversas protestas en la ciudad pedían que el gobierno recuperara el club, Roberto Zermeño mientras tanto señalaba que el equipo no había descendido porque ganarían la promoción para ocupar el lugar 20 y manifestaba que no pagarían los 5 millones a la federación hasta que Atlante lo hiciera, así, la serie promocional fue contra Veracruz donde el dirigente se tuvo que tragar sus palabras pues su equipo careció de variantes perdiendo el de ida en el puerto 3-1 con 2 goles de Carlos Casartelli y 1 de Fernando Juárez, por León descontó Leandro Augusto. El encuentro de vuelta se desarrolló ante un lleno en el Nou Camp donde los jarochos solo esperaron para llevarse el empate ante una soberbia actuación del portero José Luis Vincent quedando 0 a 0 ante la desesperación de los aficionados que pedían la salida de Zermeño, el juego concluyó para oficializar el descenso por fin.
Luego del descenso, el club cambió de propiedad pues Zermeño lo vende al empresario argentino Carlos Ahumada. Se crea un plan de ascender el mismo año. Así llega el invierno 2002 y forma su plantel con jugadores como el portero Cirilo Saucedo, Jesús Fuentes, César Márquez, Omar Raso, Ulises Delgado, Jairo Ugalde, los argentinos Martín Vilallonga, Germán Gords, los paraguayos Julio César Colman, y Julio César Yegros, pero no califica. Para el verano de 2003; el club obtiene el liderato con 40 puntos, en liguilla se impone a Tabasco 4-2 global, en semifinal vence a Correcaminos de la UAT 3-2 global, la final la disputa contra Tapatío, el 12 de junio empata el primer juego 1-1, en la vuelta con dos anotaciones de Colman ganan 2-1 para llegar al juego de ascenso. El duelo del ascenso no podía ser más emotivo pues a su acérrimo rival los Freseros de Irapuato habría de enfrentar, el juego de ida se disputó el 18 de junio del 2003, los esmeraldas caen 2-1 con goles de Ariel González y un autogol de Gers, el gol leones conseguido por Ulises González, ante el repudio de los aficionados pero había posibilidad de revertir en Irapuato; En la vuelta y antes del encuentro el estadio Sergio León Chávez fue tomado por un comando armado presuntamente contratado por directivos del León para presionar a la directiva fresera de vender el club en caso de que ascendiera sin embargo el inmueble fue recuperado por varios aficionados locales de forma violenta. Ya en la final, el duelo se tornó complicado, León trató de empatar el global, sin embargo la trinca no cedió la ventaja y a 11 minutos del final Josías Ferreira anotó el 1-0 y le dio el ascenso al Irapuato, y sentenciaba así al León a permanecer un segundo año en la división de ascenso.
Como parte de las investigaciones hacia Ahumada Kurtz dejó la directiva,[cita requerida] el club quedó a disposición de la PGR, en lo deportivo el León para el apertura contrató a su mejor extranjero de la división en Héctor Álvarez que fue campeón goleador con 17, además de Claudio Sarria y Fabio Moreno realizaron un buen torneo de 37 puntos pero fue eliminado rápidamente en la liguilla por Cobras, el técnico fue el chileno Carlos Reinoso, luego fue destituido por su hijo Carlos Reinoso y dirigió la liguilla Edgardo Fuentes.
En el Clausura 2004 los dirige José Luis Saldívar estratega que los había derrotado en el ascenso anterior, como refuerzos llegan Diego Perrone de Atlas, Gilberto Adame de Tecos, Oribe Peralta y Luis Romero, se logra el liderato general con 39 puntos elimina en cuartos de final a Tigrillos Coapa 4-2 global, en semifinales se imponen a Zacatepec FC 7-4 global y en la final enfrenta a Dorados de Sinaloa donde ganó 2-1 en el global y obligó a repetir una nueva serie para la final de ascenso. El primer partido terminó con un empate a dos goles en el estadio León con goles de Perrone al 83’ y Luis Romero al 91’, por la visita marcó Aurelio Molina al 24’ y Oscar Rojas al 44’; y para el segundo partido del 5 de junio de 2004; pierde 2-1 con goles de Christian Valdez 15’ y Roberto Domínguez al 65’; por León Juan Manuel Guerra al 52’. Así logra su ingreso a la primera división Dorados y suma un nuevo fracaso para León.
Ya determinada la sentencia para Ahumada perdió la propiedad del club y del Santos Laguna que recuperó el grupo Modelo y sus bienes fueron embargados así que se formó un patronato por Adolfo García Reza para administrar el club, que sin fondos se deshizo de sus mejores jugadores. En el Apertura 2004 se refuerza con Jorge Almirón, Guadalupe Castañeda, Federico Estudillo, Matías Urbano. Como entrenador estuvo Carlos Bracamontes que tuvo un inicio lento al llegar la fecha 10 tenía 12 puntos, pero un repunte lo calificó con 32 puntos en cuartos de final, es eliminado por Cobras de Cd Juárez 3-2 el global.
Un dato curioso es que en el juego contra él Cruz Azul Oaxaca, el León celebraba su 60° aniversario, pero no lo pudo concretar debido a que se usaría un uniforme conmemorativo que la FMF no permitió que se usara ya que la playera tenía botones, y el reglamento de la Federación marca esto como indebido, y para empeorar las cosas los Celestes se llevaron el triunfo del Nou Camp, en el aniversario de los guanajuatenses.
En clausura 2005 llega Juan Carlos Chávez "La Pájara" como técnico; en la fecha 7 iguala su marca de 6 triunfos consecutivos desde que milita en la división luego de derrotar 2-1 a Lobos BUAP, termina con 32 puntos en quinto lugar, Héctor Álvarez registro 12 goles, en los cuartos de final derrota a Pachuca Juniors 6-1 en el global goles de Sarria, Fierros, Castañeda, Esquivel, Fuentes y Mendoza; en semifinal da cuenta de Coatzacoalcos ganado 3-1 el global goles de Sarria, Manuel Guerra y Bardo Fierros; así accede a la final contra Querétaro FC en la ida en la Corregidora, ganan los gallos 2-1 tantos de Roberto Nurse, Víctor Mora, por los verdes anota Juan M. Guerra. En la vuelta en el Nou Camp el equipo local fue incapaz de ganar cuando Armando Tavira sorprende al 12’ para poner en ventaja a los gallos, hasta que Leobardo López empata el juego al 50’, León pudo ganar y enviar de menos a tiempo extra cuando el zaguero Diego Coca agredió a Héctor Álvarez, por lo que se marcó un penal al minuto 81’, que fue ejecutado por Luis Romero pero lo falló para sentenciar la final, terminado el juego la ira se apoderó de los seguidores que abuchearon a sus jugadores, causaron diversos disturbios en las gradas y contra las porras visitantes de Querétaro.
Durante el Apertura 2005 el equipo es dirigido por el veterano entrenador Agustín Santillán, como incorporaciones llegaron el portero argentino Pablo Furtivo, Tomas Banda, Jorge Collazo y Roberto Nurse, León obtiene 25 puntos en el lugar 2 del grupo 2 pero en undécimo lugar debe enfrentar la reclasificación contra Indios de Ciudad Juárez al que eliminan ganado el primero 1-0 y empatando de visitante 3-3 el de vuelta, así califica a liguilla para eliminar en cuartos a Correcaminos con un 4-1 global, en semifinal se consuma un nuevo fracaso al caer contra Cruz Azul Oaxaca 3-2 el global.
El siguiente certamen del Clausura 2006 con José Guadalupe Cruz de técnico termina con 30 puntos y el quinto lugar general, para enfrentar a Cruz Azul Oaxaca en cuartos de final, quedan eliminados luego de empatar el marcador global 3-3 por la ubicación general la cual le dio el pase a los azules. En apertura 2006 Grupo Pegaso se hace cargo de la administración para buscar el ascenso, con Juan Carlos Chávez de técnico llega a otra liguilla ubicándose en cuarto lugar del grupo A y noveno general con 25 unidades, enfrenta en cuartos a Salamanca equipo que lo vence 4-1 en el global, algunos jugadores de ese plantel fueron, César Ríos, Juan Carlos "Romita" Rojas, Germán Gords, Ignacio Hierro, Juan Manuel García Zavala, Irving Rubirosa, Diego Garay, José María Cárdenas, Diego Mejía, Ignacio Quinteros y Bardo Fierros. Luego en el Clausura 2007 a este plantel se incorporaron Sandro Sotilli, Héctor Castro y Sergio Bueno como entrenador, con 33 puntos ubicados en el grupo A se clasifica a liguilla enfrentando por tercer torneo seguido a Cruz Azul Hidalgo en cuartos, el juego de ida lo pierden 3-1 de local, el de vuelta finalmente avanzan al golear 3-0 el 10 de diciembre; la semifinal fue contra Puebla FC; serie emotiva donde gana el de ida 2-0 tantos de Héctor Gómez e Ignacio Quinteros (ex Puebla), en la vuelta con intenso 3-3 en el estadio Cuauhtémoc los Leoneses eliminan al campeón vigente. En la final se encontraron con Dorados; el cotejo de ida fue el 16 de mayo en el Nou Camp ganándolo León 3-1 goles de Fierros, Sotilli y Mejía. Parecía que esta vez tendría más posibilidades de avanzar al juego de ascenso pero en el juego de vuelta los de Sinaloa los golean 4-1 y como de costumbre suman otro fracaso. Siguió el Apertura 2007 y formaron un plantel interesante con hombres como Mauricio Romero goleador del torneo con 16 goles, Andrés Ugalde, Edwin Borboa, Raymundo Torres y Eder Patiño, el equipo se califica liderando el grupo A con 23 puntos en la liguilla fue eliminado por Indios de Ciudad Juárez 4-2 en el global.
En el primer semestre del 2008 continúa Sergio Bueno, formando otro gran torneo ahora con Freddy Bareiro de refuerzo termina de líder en el grupo A y líder general de 27 equipos con 35 puntos, en cuartos de final gana el de ida 2-0 a Cruz Azul Hidalgo con goles de Barreiro y Mauricio Romero; en la vuelta empata 1-1 gol de Jorge Almirón; en semifinal derrota 3-2 a Durango con tantos de Borboa, Juan Carlos "Romita" Rojas y Almirón; así llega a la final contra Dorados empatando el primer juego 2-2 goles de Barreiro y Romero, la vuelta celebrada en el estadio Banorte el 17 de mayo; gana León 1-0 obra de Barreiro al 74´ para obtener su pase al juego de ascenso contra Indios de Ciudad Juárez, que una temporada atrás los había eliminado en semifinales, el de ida fue el 22 de mayo en el estadio Benito Juárez donde Indios gana 1-0 tanto de Carlos Casartelli, el de vuelta del 25 de mayo en el Nou Camp no hubo milagro cuando los fronterizos salieron con el empate 2-2; los locales se ponen en ventaja con gol de Tomas Quiñones al 23’, Indios empata y aventaja con goles de David Stringel 59’ y Sebastián Más al 71’, el empate llega a 5 minutos del final por Héctor Gómez, el tiempo no alcanzó y los Indios ascienden, los aficionados reconocieron la derrota y aplaudieron a los campeones mientras exigían la salida de grupo Pegaso del equipo.
Para el Apertura 2008, el propietario del Club León no queda resuelto. Pegaso argumenta que lo compró, pero Carlos Ahumada dice que fue mediante un fraude que lo perdió, así que la PGR determina que Grupo Pegaso continuará administrándolo, pero que Carlos Ahumada es el legítimo propietario y mientras la situación no se resuelva esta situación prevalecerá. Como técnico llegó Mario García, los esmeraldas se ubicaron en el apertura en el grupo 1, junto a Dorados, Académicos, Tapatío, Salamanca, Real Colima, Tecos A, Irapuato y Tijuana. Mario García es reemplazado por Manuel Negrete, el exmundialista, a mitad del torneo. En el torneo finalizan como líderes del grupo 1 con 35 puntos calificando para enfrentase otra vez a Irapuato que en el torneo los había humillado en León 4-0. La historia no sería diferente cuando los freseros les ganan 2-1 global y les suman otro fracaso. Llegó el Clausura 2009, este torneo ahora fue ubicado en el grupo 2 junto a Dorados, Veracruz, Tigres B, Tampico, Pumas Morelos, Mexiquense y Tapatío, con un irregular torneo no califica al quedar en cuarto lugar con 23 puntos.
En el Apertura 2009 la Federación Mexicana decide reemplazar la primera división A por la Liga de Ascenso, donde los grupos son eliminados calificando solo siete equipos de 17 por la reducción que hubo así los panzas verdes no califican de nuevo al sumar solo 15 puntos ubicados en lugar 13. Juegan el Bicentenario 2010 y el 5 de mayo de 2010 se dieron cita en el estadio Victoria para enfrentarse en juego de ida de la final, el León y el Necaxa, misma que fue ganada por el Necaxa 3-0, y así el día 8 de mayo de 2010 León gana 2-1 el partido de vuelta, pero no le alcanza en el marcador global, desperdiciando otra oportunidad de regresar al máximo circuito al perder por marcador global de 4-2. Después del fracaso de la temporada anterior el León se vio con una plantilla similar a la del anterior torneo, pero con personajes como Jared Borguetti y Blas Pérez, siendo las contrataciones más relevantes, empezando el torneo con el director técnico José Luis Salgado, y tras una derrota y un empate, es cesado de la dirección técnica la cual pasa a ser para Sergio Orduña el cual durante su estadía no logró sumar ningún punto, sumiendo al club en la peor crisis de su historia al registrar un empate y seis derrotas y por consiguiente ubicándose como sotaneo de la Liga de Ascenso.
Tras el fracaso de Orduña, es nombrado director técnico Luis Carlos de Oliveira Preto "Pintado" el cual logra sacar al equipo del último lugar de la tabla, poniéndolo en los primeros ocho lugares del certamen; sin embargo, no pudo clasificar a la liguilla, debido al empate contra Irapuato, dejándolos totalmente sin ninguna posibilidad de jugar la fiesta grande de la Liga de Ascenso.
En el clausura 2011 BH Capital vende la franquicia al Grupo Pachuca contratando varios refuerzos como Julio Manzur, Luis Montes, etc. Llegaron a las semifinales pero los Xoloitzcuintles del Club Tijuana los derrotaron, León quedó como superlíder de la tabla y Blas Pérez como campeón de goleo.
Para el apertura 2011 llega nuevamente a la liguilla, donde en cuartos de final derrotó a su acérrimo rival Club Deportivo Irapuato por un marcador global de 3-0, ya en semifinales fue eliminado por el Club de Fútbol Reboceros de la Piedad por un marcador global de 6-5, en el partido de ida la Piedad ganaba por una marcador de 3-0, sin embargo; el León logró emparejar las cosas a un 3-3, el equipo quiso buscar la victoria y descuido la portería, lo que los reboceros supieron aprovechar metiendo otros 2 goles para así ganar 5-3. En el partido de vuelta León logra entablar el marcador al ir ganando 2-0 para así emparejar la serie, pero la fiera ocupaba uno más para avanzar, puesto que La Piedad quedó mejor ubicado en la tabla, los verdes lucharon para conseguir el gol pero todo ese esfuerzo se fue abajo cuando La Piedad anotó el 2-1, el panorama se complicó y el resultado terminó así, para sumarle un fracaso más al equipo.

### Ascenso a la Primera división y el bicampeonato (2012 - Actualidad)
El año 2012 inició con la incertidumbre de un nuevo técnico, el uruguayo-argentino Gustavo Matosas, quien comenzó a dirigir en el Torneo Clausura 2012 en el mes de enero, aunque había sido contratado desde septiembre de 2011, cuando todavía se disputaba el Apertura 2011 y que por cuestiones de reglamento no podía tener presencia el banquillo ni ser registrado como entrenador del equipo ya que había sido entrenador del Querétaro FC ese mismo torneo y despedido cuando los Gallos, cambiaron de administración para poner a José Cardozo.
El balance del León de Matosas fue un saldo de 10 victorias, 4 empates y 0 derrotas en las 14 fechas de fase regular, lo que se tradujo en una efectividad del 70.83%, además de su invicto logra convertirse en líder general y clasificar así de manera directa a las semifinales de la liguilla. En la semifinal enfrentó a los Correcaminos de la UAT, llave que ganó por el marcador de un gol a cero y en la final se enfrentó a los Lobos BUAP para así, el 5 de mayo de 2012, coronarse campeón invicto del Torneo Clausura 2012 por un marcador global de 7:3, ganando así el derecho de disputar nuevamente una Final por el Ascenso.
Así, el León disputaba su cuarta final de ascenso; las anteriores tres las jugó contra los equipos de Irapuato en el 2003, Dorados de Sinaloa en el 2004 y los Indios de Juárez en 2008, todas perdidas y desperdiciando así la oportunidad de regresar a primera división.
Se disputó el primer partido de ascenso, en el estadio Marte R. Gómez de Ciudad Victoria, con aproximadamente 17 mil espectadores, donde el Club León perdió 2 a 1, además de perder también para el partido de vuelta a Sebastián Maz, el líder de goleo del equipo por suspensión al ser expulsado en dicho encuentro, aunque con un gol de cabeza de Nacho González de último minuto y una atajada en la línea de gol del arquero Edgar Hernández se daba esperanzas al cuadro esmeralda de poder revertir el marcador en la vuelta en su estadio.
El partido de vuelta se disputó en un estadio León completamente abarrotado, con poco más de treinta mil espectadores. Así, el 12 de mayo de 2012 fue la fecha del regreso del Club León a la primera división, empezando con un gol de Carlos Peña "Gullit" al '17 y seguido de los goles de Luis Nieves, Eder Pacheco y dos tantos del colombiano Hernán Darío Burbano, para concretar un marcador de 5:0 con global de 6:2 otorgando así el ascenso al León después de 10 años de ausencia de la primera división.
Los festejos se iniciaron poco antes de culminar el partido en las principales vialidades de la ciudad, primordialmente en el bulevar Adolfo López Mateos (que es la principal arteria vial de la ciudad de León y es aledaño al estadio) y en el Arco de la Calzada. El domingo 13 de mayo el equipo recorrió la ciudad con el trofeo, en una ruta marcada desde el estadio León hasta el palacio municipal de la ciudad, ubicado en el centro histórico, esto ante decenas de miles de aficionados reunidos.
El torneo Apertura 2012 marcó el regreso de la Fiera a la máxima categoría del fútbol nacional. Luego de vencer 2-0 a domicilio al Querétaro en la jornada 1, la visita del Club Tijuana al Nou Camp de León significó el primer encuentro en casa desde el 27 de abril del 2002. Luego de 10 años y 2 meses en la Liga de Ascenso, la afición esmeralda disfrutó el categórico triunfo de 4-0 sobre los Xolos. Con un fútbol alegre y vistoso de la mano de Gustavo Matosas, el León se convirtió en protagonista del torneo desde el inicio. Teniendo como base la plantilla que lograra el ascenso y la llegada de algunos refuerzos, los nombres de Luis Montes, Carlos Peña y Edwin Hernández empezaron sonar jornada tras jornada. El torneo fue por demás exitoso, consiguiendo 33 puntos suficientes para ser 3.º general y acceder a la liguilla. En los cuartos de final dieron cuenta del Cruz Azul con un 4-2 global, pero en la serie semifinal cayeron ante el eventual campeón Tijuana por global de 3-2. En lo individual tuvieron como mejor hombre a la ofensiva en Sebastián Maz con un total de 9 goles, 8 en el torneo regular y uno más en la liguilla.
Para el Clausura 2013 los Esmeraldas se hicieron de los servicios del defensa central Rafael Márquez Álvarez, considerado por muchos como el mejor defensa mexicano de todos los tiempos. Con 34 años y toda una carrera en Europa, “El Kaiser de Michoacán” se convirtió de inmediato en el líder y capitán del equipo. El torneo fue en general discreto, logrando apenas 16 puntos y la posición 15 en la tabla. Lo rescatable de la temporada fue quizá el surgimiento del arquero mexicano William Yarbrough hacia el final del torneo y la racha invicta en las últimas 7 jornadas (2 victorias y 5 empates). El goleador del equipo fue Matías Britos con 6 tantos.
A pesar de la baja de juego que sufre en el equipo en el Clausura 2013 la directiva toma la decisión de continuar con el proyecto de Gustavo Matosas para el Apertura 2013, se busca fortalecerse en zonas claves como la delantera y las laterales, varios jugadores se incorporan al León resaltando la llegada de Franco Arizala, proveniente de Jaguares de Chiapas, Elías Hernández, ex jugador de los Tigres de la UANL, y el argentino Mauro Boselli, dos veces campeón de la Copa libertadores y campeón goleador en su país natal, además de mantener la base de los jugadores que lograron el ascenso en 2012.

#### 6.º Campeonato (Apertura 2013)
Tal como sucedió un año antes, en el Apertura 2013 el León vuelve a ser protagonista del torneo, teniendo como columna vertebral al debutante portero William Yarbrough, al veterano Rafael Márquez en la central, a Carlos "El Gullit" Peña en la media y al argentino Mauro Boselli en la punta. León se mantiene invicto hasta la fecha 9 cuando caen en casa ante Jaguares de Chiapas, el equipo comienza a llamar la atención por su fútbol siempre ofensivo y por la gran cantidad de variantes al frente. 
El nivel de juego de León va aumentando conforme pasan las fechas del campeonato, con variantes a la ofensiva con Britos, Arizala, Montes, Boselli, Burbano y Peña, y con una defensa sólida con Márquez, González, Magallón, Hernández y Loboa.
León se mantiene a lo largo del torneo en los primeros tres lugares, inclusive el técnico nacional Miguel Herrera "El Piojo", convoca a Montes, Peña, Hernández y Márquez a los partidos del repechaje contra Nueva Zelanda para la clasificación al mundial Brasil 2014. León no contaba con seleccionados nacionales desde 2001.
| Yarbrough Márquez "Nacho" "Aris" Magallon Loboa "Gullit "Gallo" Montes Boselli Britos |

|  |

Los Esmeraldas terminan el torneo regular en la tercera posición con 30 puntos, solo por debajo del América y del Santos Laguna, y con Boselli como subcampeón de goleo con 11 dianas.
En la liguilla León vence fácil al Monarcas Morelia empantanado 3-3 en el partido de ida y ganando contundentemente 4-0 en la vuelta, con grandes actuaciones de José Juan Vázquez, Luis Montes y Mauro Boselli. En semifinales el León se mide con Santos Laguna, el partido de ida se juega en la cancha del estadio León, León logra anotar tres goles convertidos por Vázquez, Peña y Arizala, sin embargo a pocos segundos de terminar el encuentro Santos Laguna respira gracias a un error de Yarbrough que Orozco aprovecha para anotar. Para la vuelta el Santos busca rápidamente irse al frente y hace ver mal a la zaga leonesa, Oribe Peralta logra marcar para los laguneros y pone a Santos a un gol de eliminar al León, sin embargo Boselli responde con un gol y enfría el partido, Peña marca también dejando al Santos sin posibilidad alguna, la consolación para Santos llega en tiempo de reposición dejando el marcador global 5 a 3 a favor de La Fiera, con este resultado el León califica a una final de primera división 16 años después.
El rival en turno en la final es el América, equipo que había tenido un estupendo torneo, terminando como líder general con 37 puntos, además de ser la base de la Selección Mexicana. El partido de ida se realiza el 12 de diciembre, en el estadio León ante un lleno espectacular. Carlos Peña logra abrir el marcador disparando desde afuera del área. A raíz del gol el partido cambia y el América busca ir más al frente, el peligro en la portería de Yarbrough es constante, sin embargo el León logra aguantar. Para el segundo tiempo las águilas insisten con su propuesta ofensiva, a pesar del peligro la zaga leonesa logra contener los embates americanistas provocados principalmente por Rubens Sambueza. Al minuto 76, cuando más peligroso parecía el América, Peña asiste a Boselli para que este convierta su disparo a pesar del poco ángulo con el que contaba, el estadio enloquece y a raíz del gol el América baja la intensidad del su juego; el partido termina 2-0 a favor de los verdes.
El partido de vuelta se realiza el domingo 15 de diciembre en el estadio Azteca ante más de cien mil personas. En los primeros minutos el América busca acortar distancia y se va con todo al ataque, varias jugadas son de peligro pero el portero Yarbrough logra detener todos los remates. A pesar del peligro León se mantiene ordenado y logra marcar al minuto 12, luego de un disparo cruzado cortesía de Boselli. Antes de terminar el primer tiempo Sambueza penetra por el costado derecho y tira, el balón es desviado por Ignacio González y marca en su propia puerta, el medio tiempo termina 1-1 con toda la presión para los capitalinos. Para el segundo tiempo León logra marcar rápidamente, luego de un tiro de esquina cobrado por Montes, González remata con la cabeza y limpia su error. América busca ir al ataque pero las oportunidades desperdiciadas por Narciso Mina y Raúl Jiménez así como la excelente actuación de Yarbrough provocan desesperación en el equipo y por ende las imprecisiones, Edwin Hernández cierra la cuenta para los esmeraldas luego de un tiro raso que vence a Moisés Muñoz, el partido termina con un global de 5-1 en favor de los verdes, León se corona tras 21 años de no hacerlo y la afición leonesa festeja en toda la ciudad.

#### 7.º Campeonato (Clausura 2014)
Después del campeonato obtenido en el Apertura 2013 se planea el primer semestre del 2014 con la idea de pelear por la obtención de la Copa Libertadores de América, torneo en el cual León participa por primera vez, para ello el técnico, Gustavo Matosas, pide a la directiva refuerzos para poder pelear en el torneo mexicano y en el torneo continental. Se incorporan al equipo dos hombres de trayectoria del balompié azteca, Miguel Sabah, proveniente de las Chivas del Guadalajara y José María Cárdenas "Chema" exjugador del Monarcas Morelia además, se mantiene la base de los jugadores que lograron el campeonato, exceptuando al colombiano Darío Burbano que emigra a los Tigres de la U.A.N.L.
León apuesta todo por la Copa Libertadores, compitiendo contra históricos del continente como el Emelec de Ecuador, el Flamengo de Brasil y el Bolívar de Bolivia, se obtienen buenos resultados en la fase de grupos y el León califica en segundo lugar a los octavos de final, sin embargo, al dejar el torneo mexicano de lado y jugarlo con una mezcla de titulares y suplentes el equipo se aleja poco a poco de los puestos de liguilla, perdiendo varios partidos claves inclusive como local. La prensa nacional fue crítica por su bajo rendimiento en la liga local, sin embargo se llega a pensar que el equipo puede hacer una actuación histórica en la Copa Libertadores.
León se encuentra a Bolívar nuevamente en octavos, a pesar de que muchos lo veían como favorito, los verdes no pueden contra la bien parada defensa boliviana y caen por marcador global de 3-3, incapaces de convertir más goles como visitante que su rival. La sorpresiva derrota pega dentro del equipo y de la afición, se llega a pensar que es tiempo de que Matosas se despida del club y que la era de éxitos del equipo había finalizado. Al León solo le queda pelear por la liga aunque para ello necesitaba realizar un fin de campaña espectacular si quería colarse a la liguilla. León logra importantes victorias en sus dos últimos partidos, de local ante Tigres y de visitante ante Tijuana llegando a sumar 23 puntos, sin embargo tendría que esperar a que Morelia, Atlas y Guadalajara no ganaran para acceder a la fase final, sorpresivamente todas las combinaciones se cumplen y León entra como octavo lugar a la fiesta grande, a pesar del cansancio de muchos de sus jugadores.
La Fiera choca contra el líder Cruz Azul en octavos de final, que había hecho 13 puntos más que los verdes, sin embargo, la diferencia de puntos durante el partido no se nota en lo absoluto, terminando empatados 1-1. Para la vuelta Cruz Azul anota rápido dos goles en su casa, pero  Boselli y Montes anotan para León y le dan el pase a los verdes a semifinales.
En las semifinales León se enfrenta al Toluca, equipo al que muchos veían como favorito al título por su buen juego y su regularidad durante todo el torneo, el partido de ida se realiza en la cancha del estadio León, luego de un partido cerrado y con pocas llegadas León gana el encuentro gracias a un gol de cabeza de Luis Montes, la gente crítica la baja de juego de uno de los emblemas verdiblancos, Carlos Peña. La vuelta se lleva a cabo en el estadio Nemesio Diez, León maneja el partido por el gol de ventaja que tiene sobre los diablos, las pocas llegadas del Toluca son bien contenidas por la defensa verdiblanca. En el segundo tiempo Carlos Peña anota un gol, haciendo una vaselina de primer toque a Alfredo Talavera y liquidando la serie, León gana y llega a su segunda final consecutiva en busca del bicampeonato.
Para la final León se enfrenta a Pachuca, un equipo que al igual que los verdes había tenido irregularidades a lo largo del torneo pero que había jugado una liguilla de manera inteligente. El morbo de la final se produce debido a que ambos equipos son propiedad de Jesús Martínez y del empresario Carlos Slim, algunos alegan que la final pudiera estar arreglada dependiendo de las conveniencias de los dueños, sin embargo todos los involucrados en la final desmienten el hecho.[cita requerida] León busca ganar la serie, conseguir su séptimo título y emular a los Pumas de U.N.A.M. como los únicos bicampeones en torneos cortos. El jueves 15 de mayo se lleva a cabo el partido de ida, los primeros minutos son de un León volcado al frente, generando peligro en casi todas sus llegadas, el gol llega luego de un tiro de esquina que Carlos Peña logra rematar, parecía que León podría golear a los tuzos pero antes del que terminara el primer tiempo Ener Valencia empareja el partido. Para el segundo tiempo la sintonía del partido cambia a favor de los tuzos, logran generar peligro en el arco de Yarbrough y consiguen anotar el segundo tanto por conducto de Valencia y un tercero a cargo de Hirving Lozano, con el 3-1 en contra La Fiera trata de meterse al partido, luego de un tiro de Elías Hernández el defensor tuzo Miguel Herrera desvía el balón y le da vida a los verdes, el partido termina 3-2 a favor de los tuzos.
La vuelta se lleva a cabo en el estadio Hidalgo el 19 de mayo, los primeros minutos son parejos, pero antes del minuto 8 León es obligado a hacer dos cambios debido a las lesiones de Franco Arizala y Jhonny Magallón. León se emplea a fondo y busca anotar para igualar las cosas, sin embargo Oscar Pérez, arquero tuzo, se luce ante los tiros de Boselli, Elías Hernández y Montes. El primer tiempo termina 0-0, pero con la ventaja de Pachuca en el global. El partido en el segundo tiempo se torna igual al primero, con un León llegando y un Pachuca aguantando. León anota luego de un centro de Cárdenas que Boselli remata de manera correcta para vencer a Pérez, el tiempo regular termina con el marcador 1-0 a favor de los verdes. En el primer tiempo extra León insistía en el gol para coronarse y evitar los penales, sin embargo no lo consigue sino hasta el minuto 111 del segundo tiempo extra, en un tiro de esquina que Ignacio González logra rematar de cabeza. Luego del gol verdiblanco los Tuzos hacen lo posible por convertir pero no lo logran, León se corona por 7.ª vez en su historia, y se convierte en el primer equipo de México en ser bicampeones tanto en torneos largos y torneos cortos, (1947-48, 1948-49 y Ap. 2013-Cl. 2014), hecho que es reconocido ante la FIFA.
| Yarbrough Márquez "Nacho" "Aris" Magallón Elías "Gullit" "Gallo" Montes Boselli Arizala |

|  |

Después de obtener el segundo Bicampeonato en la historia del club, surge la invitación del Fútbol Club Barcelona para disputar el Trofeo Joan Gamper, siendo el primer club mexicano en jugar dicho encuentro. El resultado fue 6 a 0 a favor del Barcelona.
A finales del 2014, el argentino Juan Antonio Pizzi fue nombrado director técnico después de la renuncia de Gustavo Matosas. Cabe resaltar que el equipo cuenta con grandes jugadores, y, a pesar de un mal primer torneo para Juan Antonio Pizzi en el Club León en México, el equipo se encontró entre las mejores posiciones del Torneo Apertura 2015 y del torneo Clausura 2016. A principios del 2016, Juan Antonio Pizzi renuncia para hacerse cargo de la Selección Nacional de Chile, la cual lleva a obtener el campeonato de la Copa América Centenario realizada en Estados Unidos. Es sustituido por Luis Fernando Tena, "El Flaco" campeón de la Selección Mexicana en los Juegos Olímpicos en Londres en el 2012, Tena consigue clasificar al equipo a semifinales de ese primer torneo de 2016 donde son eliminados por el que resultó campeón Pachuca. Pero por malos resultados es despedido junto con su cuerpo técnico en la jornada 7 del torneo Apertura 2016 siendo sustituido por el argentino Javier Torrente que viene procedente del fútbol de Colombia en donde era entrenador del Once Caldas, quien debutó en el fútbol mexicano en el Nou Camp en la jornada 8, recibiendo a los Zorros del Atlas, ganando y goleando 4-1, en ese mismo segundo semestre del 2016 clasifica a semifinales donde los elimina Tigres de la UANL, que a la postre campeona. Torrente no logra clasificarlos a liguilla del siguiente torneo Clausura 2017 y el equipo tiene un pésimo arranque del torneo Apertura 2017. Llega Gustavo Díaz y en ese mismo torneo Apertura los esmeraldas repuntan con cinco triunfos seguidos. Nuevamente rescatan el torneo y en la primera fase de la liguilla Tigres UANL los elimina. Después de ese irregular período 2017-2018 se creía que el Club León no sería más un equipo competitivo y la amenaza de ser candidato a regresar a la liga de Ascenso era inminente. Sin embargo, la directiva decidió prescindir de los servicios de Díaz.

### La era Ambriz; Final vs Pumas y 8.º campeonato (Guard1anes 2020)
Fue Ignacio Ambriz el elegido de la directiva para reemplazar a Díaz como timonel de los panzas verdes, inició el 2019 con un León de buen fútbol y jugadores en gran nivel. A pesar de iniciar el Clausura 2019 de forma irregular el equipo se levantó y con 41 puntos se consolidó en el liderato general de fase regular, eliminando a los equipos de Tijuana y América regresó a una final para disputar el título nuevamente contra el que lo eliminó de las anteriores dos liguillas: Tigres. Los leoneses no lograron romper la hegemonía de los norteños y con un global de 1 a 0 el cuadro de Tigres de la UANL obtuvo su séptima estrella y alcanzó al mismo León y a Pumas de la UNAM en mismo número de títulos de primera división.
Luego de dos años siendo protagonista de la liga y tras la cancelación de Torneo Clausura 2020 por la pandemia del COVID-2019 el equipo se prepara para disputar el Guard1anes 2020 con pocas incorporaciones, rescatando la llegada del argentino Emmanuel Gigliotti procedente del Toluca y del canterano de Guadalajara David Ramírez, además, Ignacio González, emblema del equipo y bicampeón con el equipo en 2013 y 2014, anunciaba su retirada deportiva tras la finalización del torneo.
León comienza la campaña de manera sólida pero con poco gol por parte de sus delanteros, sin embargo el poderío en el medio campo conformado por Meneses, Ángel Mena, y Luis Montes le otorgan a León buenos resultados en  las primeras fechas. Poco a poco las ideas de juego de Ambriz se ven reflejadas con muchos desbordes de los mediocampistas hacia el frente, además de las incorporaciones de los laterales Navarro y Yairo Moreno, jugadores con mucho dinamismo, proyección hacia el frente e inclusive goles. Los esmeraldas consiguen importantes triunfos en el torneo regular teniendo como base un medio campo rápido, una gran posesión del balón  y un estilo de juego práctico y dinámico. León termina el torneo como líder de la competencia con solo un partido perdido y una racha de 7 ganados.
En la liguilla León se encuentra con Puebla en los cuartos de final. El partido de ida se tornó complicado para los verdes, los de la franja encuentran un gol a los pocos minutos de juego luego de un error de Navarro y Barreiro, León busca sobreponerse pero la bien parada defensiva poblana evita cualquier llegada de peligro de los del Bajío. Puebla encuentra un segundo gol pero los esmeraldas lograron descontar por la vía penal para que el partido terminó 2-1 a favor de los poblanos. En la vuelta celebrada en el estadio León las cosas pintan diferentes para los verdes, rápido León encuentra un gol por conducto de Navarro que le da tranquilidad para manejar el partido. Ángel Mena sentencia en  el minuto 30, avanzando a semifinales.
León se topa en su camino por el título con Guadalajara. Luego de un juego con pocas llegadas Fernando Navarro marca luego de una asistencia de costarricense Joel Campbell, los verdes terminaron el primer tiempo con ventaja de un gol. En la segunda parte Chivas cambia su esquema a un estilo más ofensivo con los ingresos de Alexis Vega y el ex León, J.J, Macías. Los tapatíos anotan vía penal cobrado por Macías, el partido termina 1-1. El juego de vuelta se celebra en el estadio León. En los primeros minutos León se muestra ofensivo y encuentra el gol por conducto de Campbell. Chivas intenta pero la bien para defensiva leonesa se impone y el equipo avanza a una final de liga por segundo año consecutivo.
Pumas de la U.N.A.M se convierte en el segundo finalista del torneo de forma sorpresiva tras eliminar al Cruz Azul en la semifinal. El juego de ida se lleva a cabo el 10 de diciembre en el estadio olímpico universitario, en los primeros minutos de juego Pumas toma el control del partido con un buen manejo de balón, sin embargo León logra soportar las constantes llegadas de los capitalinos y el primer tiempo termina 0-0. Para la segunda parte el partido continúa con la misma tónica de la primera mitad. Pumas abre el marcador al minuto 70 luego de un centro de Carlos Gutiérrez y un remate de cabeza de Carlos González. Los verdes se ven desarticulados y la poca generación de jugadas es notoria. Al minuto 81 el defensor central esmeralda Stiven Barreiro es expulsado luego de una barrida afuera del área. Cerca del minuto 88 David Ramírez desborda por la banda derecha y mandó un centro al área universitaria para que Emmanuel Gigliotti estire su pierna derecha y logre empatar el juego 1-1 a dos minutos del final.
El partido final se celebra el 13 de diciembre de 2020 en el estadio León, la alineación de los locales sorprende al incluir al veterano Ignacio González como titular tras la expulsión del colombiano Barreiro. El primer tiempo comienza con los verdes generando llegadas por los costados con Ángel Mena y el chileno Meneses. Al minuto 11 de juego Fernando Navarro filtra un balón por el costado derecho para Emmanuel Gigliotti que conectó de derecha para vencer el arco de Talavera. Pumas trata de responder pero la bien parada defensiva esmeralda evita los goles de los capitalinos, el primer tiempo terminó 1-0 favor León. En el segundo tiempo León controla el juego y anula las llegadas de Pumas generando algunas ocasiones por conducto de Montes, Navarro y Gigliotti. Al minuto 82 Luis Montes filtra un balón por el costado izquierdo hacia Yairo Moreno que recorta a la defensiva puma para quedar frente al arco y sellar el marcador 2-0. León se corona por octava ocasión con Luis Montes e Ignacio González levantando el trofeo de campeones. Esto los convierte en el quinto equipo con más títulos en el fútbol mexicano, además de empatar a Cruz Azul en títulos de liga.
| Cota Mosquera "Nacho" Tesillo Navarro Rodríguez Aquino Meneses Montes Gigliotti A. Mena |

|  |

Para el siguiente semestre, León queda 6° del torneo general con 26 puntos y clasifica a repechaje. Sin embargo, no logra defender el título pues cae en dicha instancia ante Toluca en el Nou Camp, empatando a dos tantos en el tiempo reglamentario y cayendo 2-4 en tanda de penales. Días antes de la eliminación, la directiva esmeralda había hecho público que, tras no llegar a un acuerdo para la renovación de Ambriz, éste dejaría el banquillo una vez finalizada la participación del club en el Guard1anes 2021.

### La Era Holan: La Leagues Cup y Final vs Atlas (Apertura 2021)
El sustituto de Ambriz sería el argentino Ariel Holan, quien provenía del Santos de Brasil. El Sudamericano tendría como objetivos el Campeón de Campeones 2020-21 y la Liga de Campeones de la Concacaf 2021. En Liga de Campeones, es eliminado por Toronto FC en octavos de final (3-2 global); y en el Campeón de Campeones cae ante Cruz Azul por 1-2, perdiendo el derecho a jugar el Campeones Cup. Por todo esto, León accede a la Leagues Cup 2021 como 3° de la tabla general de la temporada 2020-21. La totalidad del torneo se jugaría en tierras estadounidenses.
En la competencia binacional, los esmeraldas vencen por goleada de 1-6 a Sporting Kansas City en los cuartos de final y a los Pumas en semifinales con marcador de 2-0. En la final, disputada en el Allegiant Stadium de Las Vegas, los esmeraldas se miden ante Seattle Sounders de la MLS. Pese a que el equipo estadounidense se pone adelante al minuto 48 con un gol de Cristian Roldán, un doblete de Mena (61' y 81') y otro tanto de Gigliotti (85') consiguen una remontada de la que los Sounders no logran reponerse. Al minuto 90+2, el francés Nicolás Benezet hace la última anotación del encuentro para quedar 3-2 a favor del equipo guanajuatense, quien por primera vez en su historia gana un trofeo fuera de suelo mexicano (si bien en su momento la Leagues Cup era un torneo de carácter amistoso, serviría como preámbulo a la internacionalización de La Fiera).
En el campeonato doméstico logran buenas actuaciones, cosechando 29 puntos y accediendo a Liguilla directa como 3° de la tabla general. Ya en la fase final, eliminan a Puebla en cuartos de final y a Tigres en semifinal. Su rival en la final sería el Atlas, a quien vencen en la ida en León por 3-2, pero en la vuelta el conjunto tapatío empataría el global a 3, forzando los tiempos extra y la tanda de penales, en la cual vencen a los del Bajío 4-3. Sin embargo, el haber alcanzado la final le valdría al León un cupo para disputar la siguiente edición de la Liga de Campeones.
En su segundo semestre como DT de León, Holan acumula una serie de malos resultados tanto en Liga MX como en "Concachampions". En la competencia internacional, a la cual accede como Campeón del Guard1anes 2020, elimina al Guastatoya de Guatemala y avanza a cuartos de final, instancia en la que pierde contra el eventual campeón, Seattle Sounders por goleada de 1-4 global. Por su parte, en la liga acumula 6 derrotas y 4 empates en 15 juegos, por lo que al ganarse el descontento de la afición y caer ante América en la jornada 15, la directiva acepta su renuncia. Es entonces que el mexicano Christian Martínez toma las riendas como interino, únicamente por dos jornadas en las que empata con Santos y Toluca. León cierra el torneo con sólo 21 puntos en total, finalizando en el lugar número 13 fuera de puestos de repechaje.

### Nicolás Larcamón y el primer título internacional del León (CONCACAF 2023)
Tras caer eliminado en repechaje frente al Cruz azúl en su único torneo (Apertura 2022) al frente del Club León, el intrenador portugués Renato Paiva presentó su renuncia a la directiva esmeralda, acumulando un saldo de 18 partidos con seis triunfos, cuatro empates y ocho derrotas. En menos de 48 horas las redes sociales del León hacían el anuncio oficial de la llegada de Nicolás Larcamón quien, por sus buenos resultados y estilo de juego con el Puebla había sido de los técnicos más pedidos por la afición leonesa. A pesar de lograr buenos números en el torneo regular, con 30 puntos, producto de 8 victorias, 6 empates y sólo tres derrotas, que lo ubicaron en la sexta posición general. La escuadra leonesa sería eliminada en fase de repechaje por el San Luis, que había terminado 12 en la tabla general.  En el plano internacional, el subcampeonato del torneo Apertura 2021 obtenido durante la era Holan, otorgó al club su boleto de participación en la Liga de Campeones de la CONCACAF 2023. En la cual se coronó campeón al vencer con global de 3-1 a Los Ángeles FC. Con ello obtiene el primer título internacional oficial de su historia (la edición 2021 de Leagues Cup no contó con el aval de la FIFA) y el derecho a participar en la Copa Mundial de Clubes en sus ediciones  2023 y 2025.
| Alineación: - 30 Rodolfo Cota - 3 Iván Jared Moreno - 5 William Tesillo - 22 Adonis Frías - 21 Stiven Barreiro - 28 Fidel Ambríz - 29 Lucas Romero - 11 Elías Hernández - 18 Lucas Romero - 13 Ángel Mena - 7 Víctor Dávila - (DT) Nicolás Larcamón |  | Cota Barreiro "Frías" Tesillo Ambríz Hernández Romero Romero Mena Davila Alvarado |  |
| Cota Barreiro "Frías" Tesillo Ambríz Hernández Romero Mena Davila Alvarado |  |                                                                                   |  |

El  Apertura 2023 fue un torneo donde el rendimiento del Club León fue muy irregular, marcado principalmente por numerosas lesiones en jugadores importantes, lo que trajo como resultado que no se pudiera asentar un cuadro titular. Ello aunado a una muy mala participación del León en la Leagues Cup 2023 en la que el León partía como campeón defensor, sin embargo quedó eliminado en la ronda de dieciseisavos de final ante el Real Salt Lake. Luego del parón de un mes para disputar el torneo norteamericano, se reanudaron las actividades en la liga doméstica en la cual el León terminó en octava posición para clasificar al Play-in. Donde perdería ante San Luis y luego eliminaría al Santos. Para obtener su lugar en liguilla como el octavo clasificado. Sería eliminado por el Club América, que finalmente sería campeón de ese torneo. El León se concentró entonces en preparar su participación en el Mundial de Clubes 2023, torneo al cual se presentaba por primera vez en su historia. De donde sería eliminado en su primer partido al caer por la mínima diferencia ante el Urawa Reds de Japón y terminar en sexto lugar general. Ese mismo día, mediante comunicado oficial, el Club León anunciaba la salida de Nicolás Larcamón como director técnico, quien tuvo un saldo de 51 encuentros dirigidos, 23 de ellos ganados, 12 empatados y 16 perdidos.

## Escudos

### Escudo de Armas
Durante los primeros años el Club adoptó como emblema el Escudo de Armas de la ciudad; lo integran el Santo Patrono San Sebastián, un baluarte, un panal y un león. Con este escudo se lograron los primeros campeonatos de liga, incluyendo el Campeonísimo en 1949.

### León rampante

León rampante, usado entre 1954 y 1964

Para los años 1950 el escudo evolucionó al estilo de los clásicos equipos europeos, con un león rampante.

### Clásico
En 1964, en el marco del vigésimo aniversario del Club, la directiva convoca a la afición a un concurso para un nuevo escudo, el cual ganó el Arquitecto Armando Ruíz. Su diseño incluye el perfil de un león real, un balón de cuero (usado entonces en el fútbol) y las letras imponentes del club en la parte superior. 

### Celebración
Durante 1976 el Club León mostró en la parte delantera el número 400 como homenaje a los años de fundación de la ciudad de León. Se le nombraba "León 400".

### Escudo con estrellas
Para los años 1980 el escudo se afina para ir acorde a los diseños de la época, además de la adición de cuatro estrellas en la parte inferior que simbolizan los campeonatos ganados por el club hasta ese momento.

### Actual
El logotipo que diseñó el Arq. Ruíz se ha ido modernizando hasta llegar al escudo actual, donde se pulieron detalles en tipografía, elementos, brillo y contraste, además de agregarle las siglas "F.C." en el año 2009. Antes utilizaban el "A.C".

## Uniforme
- Local: Camiseta verde esmeralda, pantalón blanco y medias blancas.
- Visitante: Camiseta negra, pantalón negro y medias negras.

| Primer Uniforme | Segundo Uniforme |

### Uniformes de Porteros
| Primer Uniforme | Segundo Uniforme | Tercer Uniforme | Cuarto Uniforme |

### Uniformes anteriores
- 2023-2024

| Primer Uniforme | Segundo Uniforme | Tercer Uniforme |

- 2022-2023

| Primer Uniforme | variante primer uniforme | Segundo Uniforme | Tercer Uniforme |

- 2021-2022

| Primer Uniforme | Segundo Uniforme | Tercer Uniforme |

- 2020-2021

| Primer Uniforme | Segundo Uniforme | Segundo Uniforme |

- 2019-2020

| Primer Uniforme | Segundo Uniforme | 75 Aniversario |

- 2019

| Primer Uniforme | Segundo Uniforme | Tercer Uniforme |

- 2018

| Primer Uniforme | Segundo Uniforme | Tercer Uniforme |

- 2018

| Primer Uniforme | Segundo Uniforme | Tercer Uniforme |

- 2017

| Primer Uniforme | Segundo Uniforme | Tercer Uniforme |

- 2016-2017

| Primer Uniforme | Segundo Uniforme | Tercer Uniforme |

- 2015-2016

| Primer Uniforme | Segundo Uniforme | Tercer Uniforme |

- 2015

| Primer Uniforme | Segundo Uniforme | Tercer Uniforme |

- 2014

| Primer Uniforme | Segundo Uniforme | Tercer Uniforme |

- 2013-2014

| Primer Uniforme | Segundo Uniforme | Tercer Uniforme |

- 2012-2013

| Primer Uniforme | Segundo Uniforme | Tercer Uniforme |

- 2011-2012

| Primer Uniforme | Segundo Uniforme | Tercer Uniforme |

- 2010-2011

| Primer Uniforme | Segundo Uniforme |  |

- 2009-2010

| Primer Uniforme | Segundo Uniforme | Tercer Uniforme |

## Indumentaria y patrocinador
| Período       | Patrocinador principal |
| ------------- | ---------------------- |
| 1988 - 1995   | Coca-Cola              |
| 1995 - 1997   | Cerveza Sol            |
| 1997 - 1999   | Coca-Cola              |
| 1999-2004     | Resistol               |
| 2004-2014     | Caja Popular Mexicana  |
| 2007-presente | Primera Plus           |
| 2014-2016     | B Hermanos             |
| 2017-presente | Cementos Fortaleza     |
| 2017-presente | Telcel                 |

| Período       | Proveedor      |
| ------------- | -------------- |
| 1986-1987     | Le Coq Sportif |
| 1988-1993     | Pony           |
| 1993-1995     | Adidas         |
| 1996-1997     | Umbro          |
| 1997 - 2000   | Atlética       |
| 2000 - 2002   | Garcis         |
| 2002 - 2003   | Kappa          |
| 2003 - 2005   | Lotto          |
| 2005 - 2008   | Garcis         |
| 2008-2021     | Pirma          |
| 2021-presente | Charly         |

## Estadios

### Estadio Patria
En este recinto se dio el debut del Club en la primera división, el 20 de agosto de 1944 donde León ganó por 3 a 1 al Atlante. El estadio estaba situado en lo que hoy conocemos como la Colonia Andrade, cerca del Arco de la Calzada.
Además, cabe destacar que originalmente estaba destinado al béisbol para el equipo denominado "Lechugueros", por lo que existían disputas entre directivos, ya que ambos conjuntos jugaban sus partidos en domingo a las 12:00 horas.

### Estadio Enrique Fernández Martínez
El entonces Gobernador del Estado ordenó que se construyera un nuevo estadio exclusivo para el fútbol. Las obras del inmueble, con capacidad para 6,000 personas, avanzaron con gran rapidez e inmediatamente fue puesto en marcha. Así, el 10 de diciembre de 1945 fue inaugurado con amistoso entre el León y el España, con un 0 a 0 como resultado.
El recinto se encontraba en lo que hoy se conoce como la antigua plaza del Mariachi (calle Miguel Alemán esquina con Blvd. Adolfo López Mateos).

### Estadio La Martinica
Su construcción concluyó en 1950, con cupo original para 2,000 personas, finalmente ampliado para recibir hasta 11 mil aficionados. Fue construido para albergar los partidos de local del San Sebastián, club que en esa misma campaña descendió. Por lo que al año siguiente el conjunto esmeralda ya entrenaba en este estadio, el cual sería su sede hasta 1967.
Cabe mencionar que la calle contigua a este recinto, ahora lleva por nombre Antonio "Tota" Carbajal, en honor al legendario arquero del Club León y la Selección Mexicana, quien fuera el primer jugador en participar en cinco copas del mundo. "La Martinica" es testigo de sus lances y atajadas.

### Estadio León

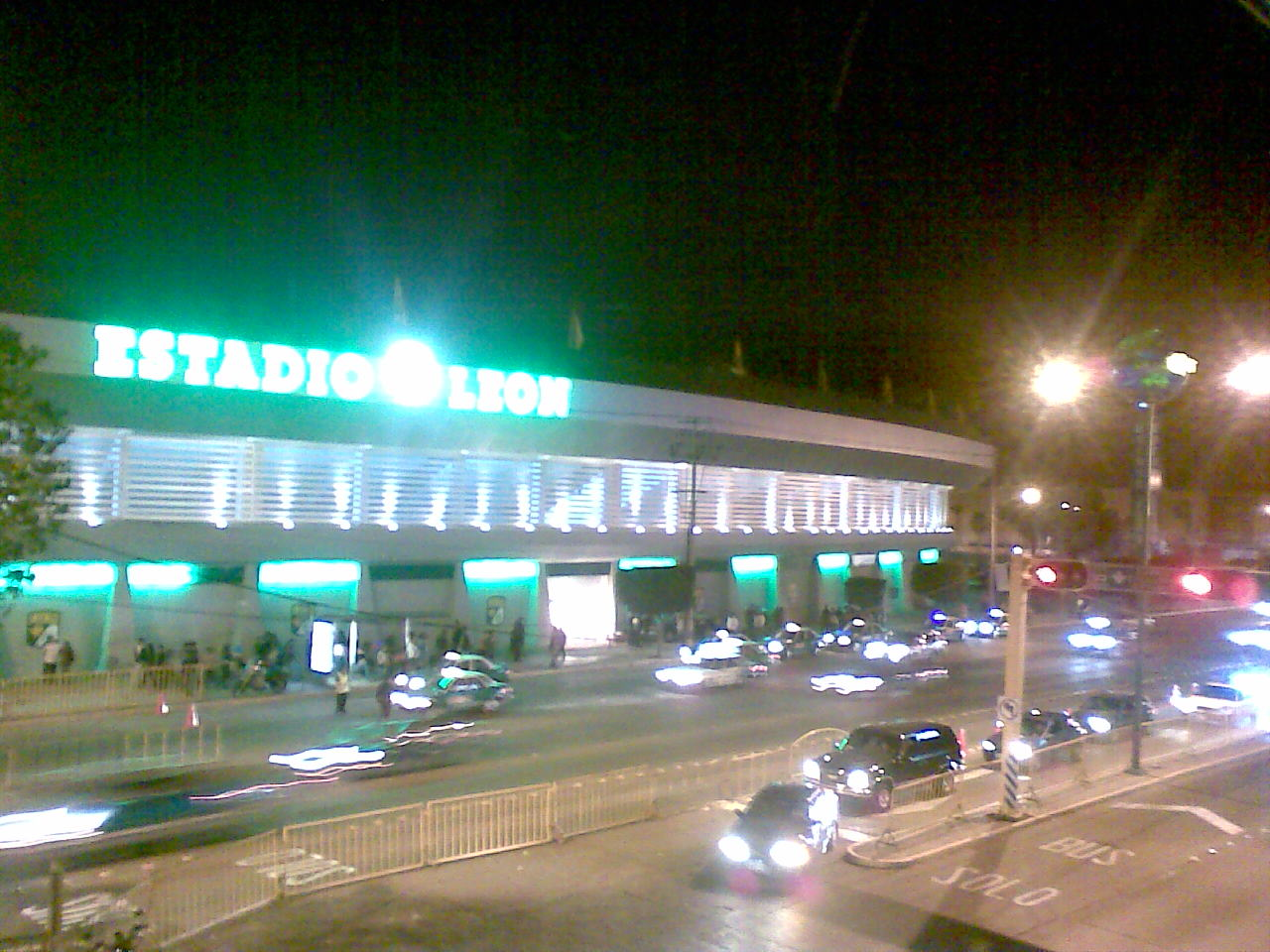
Estadio León.

También conocido como "Nou Camp", es la actual sede del Club León.
El 18 de agosto de 1965 dieron inicio las obras para la construcción del estadio León y meses más tarde, a finales de 1966, se terminó de edificar lo que sería la casa del equipo esmeralda.
El 1 de febrero de 1967 se inaugura con el partido entre Santos de Brasil y River Plate de Argentina, terminando el partido en un marcador de 2 goles a 1 favorable al equipo brasileño; anteriormente se había disputado un partido entre León y América, correspondiente al torneo 1966-1967.
El estadio León ha sido sede de dos Copas del Mundo siendo la primera la de 1970, teniendo como huéspedes a los equipos de Alemania Federal, Perú, Bulgaria y Marruecos, además de albergar el juego de cuartos de final entre Alemania Federal e Inglaterra. Además fue sede del Mundial juvenil en 1983.
En 1986 recibió de nueva cuenta la justa mundialista; fue sede de la edición de 1986, albergando los partidos del grupo conformado por la Unión Soviética, Francia, Hungría y Canadá, así como los octavos de final donde se enfrentaron la URSS y Bélgica.

## Rivalidades

### San Sebastián
El primero y más antiguo de los clásicos esmeraldas nació para la temporada 1945-46, cuando el Club San Sebastián de León fue invitado a participar en la primera división, donde el Club León ya era protagonista. De esta manera surgió una natural enemistad entre sus seguidores, al ser oriundos de la misma ciudad.
El primer partido se jugó en el "Estadio Enrique Fernández Martínez" el 27 de enero de 1947, con una victoria esmeralda 2 a 1. Se disputó hasta la temporada 1950-51, cuando los "Santos" que era su mote, descendieron, y posteriormente desaparecieron.

### Guadalajara
Esta rivalidad nace en los primeros años del Profesionalismo en México, al ser los clubes protagonistas de aquel entonces. Se gestó durante la etapa del León "Campeonísimo" y del Guadalajara "Ya merito", llamado así porque estando a punto de ser campeón perdía juegos decisivos y no lo lograba.
Para la temporada 1951-52, León gana el campeonato de liga a costa de un Guadalajara que en las últimas fechas soltó el liderato y perdió la oportunidad de ganar su primer título. También en 1967 se enfrentaron en una final de Copa, ganada por los verdes 2 a 1.
A últimas fechas, después del regreso del Club León a la primera división, se han dado duelos muy buenos, llegando a recrear un poco la rivalidad de aquellos tiempos, pero no como antaño, dado que esta se diluyó por los 10 años en que permaneció el León en la división de Ascenso.

### Unión de Curtidores
Una rivalidad muy particular, pues el Club León tiene sus raíces en el Unión de Curtidores.
Fundado en 1928, fue el equipo amateur dominante en la ciudad de León; en 1943 cuando el conjunto cuerero intenta ingresar a la Liga Mayor (hoy primera división), el equipo se fusiona con la Selección de Guanajuato bajo el nombre de Unión-León, que más tarde se convertiría en el Club León, y ahí comenzaría el recelo entre ambos equipos.
En los años 70 el Unión ingresa a la primera división como invitado en la temporada 1974-1975 cuando la primera división aumenta a 20 equipos y así logran enfrentarse, dando origen al Clásico Leonés y brindando espectaculares partidos. Tiempo después el equipo cuerero descendió y continuó ahí por unos años, hasta que desapareció.
Para los años 90 el club resurge de la mano de Valente Aguirre, mismo dueño del Club León. Pero más que una rivalidad, era bien vista la relación al ser "filiales". Ahora esa época es recordada con una gran nostalgia.
Actualmente, el Unión de Curtidores se mantiene en las divisiones inferiores del Futbol Mexicano.
Historial de partidos
| 1974-75 | LEÓN | 4 | 4 | CURTIDORES | CURTIDORES | 0 | 1 | LEÓN | LIGA                |
| 1974-75 | LEÓN | 0 | 0 | CURTIDORES | CURTIDORES | 1 | 0 | LEÓN | LIGUILLA            |
| 1975-76 | LEÓN | 0 | 0 | CURTIDORES | CURTIDORES | 1 | 3 | LEÓN | LIGA                |
| 1976-77 | LEÓN | 2 | 2 | CURTIDORES | CURTIDORES | 3 | 0 | LEÓN | LIGA                |
| 1977-78 | LEÓN | 2 | 2 | CURTIDORES | CURTIDORES | 0 | 1 | LEÓN | LIGA                |
| 1978-79 | LEÓN | 3 | 2 | CURTIDORES | CURTIDORES | 1 | 1 | LEÓN | LIGA                |
| 1978-79 | LEÓN | 2 | 4 | CURTIDORES | CURTIDORES | 1 | 2 | LEÓN | COPA NUEVOS VALORES |
| 1979-80 | LEÓN | 1 | 1 | CURTIDORES | CURTIDORES | 1 | 0 | LEÓN | LIGA                |
| 1980-81 | LEÓN | 3 | 3 | CURTIDORES | CURTIDORES | 0 | 0 | LEÓN | LIGA                |
| 1983-84 | LEÓN | 0 | 1 | CURTIDORES | CURTIDORES | 0 | 3 | LEÓN | LIGA                |

### Irapuato
El llamado Clásico del Bajío, duelo disputado ante los freseros del Club Irapuato, es un partido imperdible para ambos conjuntos. Se inicia en la temporada 1954 cuando el equipo Irapuato subió a la primera división nacional y desde esa época fueron apasionantes juegos tanto en primera división hasta la temporada 1971-1972 que el Irapuato descendió a la segunda división. Pero cuando el León años después desciende a la Liga de Ascenso, la rivalidad siguió, llegando a enfrentarse en una final por el ascenso en la temporada 2002-03, ganada por el Irapuato.
Actualmente no puede disputarse porque el Irapuato juega en la segunda división de México.
Historial de partidos en Primera División
| 1954-55        | LEÓN | 1 | 1 | IRAPUATO | IRAPUATO | 0 | 2 | LEÓN |
| 1955-56        | LEÓN | 2 | 1 | IRAPUATO | IRAPUATO | 2 | 2 | LEÓN |
| 1956-57        | LEÓN | 1 | 0 | IRAPUATO | IRAPUATO | 3 | 0 | LEÓN |
| 1957-58        | LEÓN | 2 | 2 | IRAPUATO | IRAPUATO | 2 | 3 | LEÓN |
| 1958-59        | LEÓN | 1 | 0 | IRAPUATO | IRAPUATO | 3 | 0 | LEÓN |
| 1959-60        | LEÓN | 2 | 1 | IRAPUATO | IRAPUATO | 2 | 0 | LEÓN |
| 1960-61        | LEÓN | 2 | 2 | IRAPUATO | IRAPUATO | 0 | 2 | LEÓN |
| 1961-62        | LEÓN | 1 | 2 | IRAPUATO | IRAPUATO | 1 | 2 | LEÓN |
| 1962-63        | LEÓN | 2 | 0 | IRAPUATO | IRAPUATO | 3 | 1 | LEÓN |
| 1963-64        | LEÓN | 1 | 1 | IRAPUATO | IRAPUATO | 3 | 2 | LEÓN |
| 1964-65        | LEÓN | 5 | 2 | IRAPUATO | IRAPUATO | 0 | 1 | LEÓN |
| 1965-66        | LEÓN | 1 | 0 | IRAPUATO | IRAPUATO | 1 | 3 | LEÓN |
| 1966-67        | LEÓN | 4 | 1 | IRAPUATO | IRAPUATO | 3 | 1 | LEÓN |
| 1967-68        | LEÓN | 0 | 2 | IRAPUATO | IRAPUATO | 1 | 1 | LEÓN |
| 1968-69        | LEÓN | 4 | 2 | IRAPUATO | IRAPUATO | 1 | 1 | LEÓN |
| 1969-70        | LEÓN | 1 | 1 | IRAPUATO | IRAPUATO | 1 | 1 | LEÓN |
| 1970-71        | LEÓN | 2 | 2 | IRAPUATO | IRAPUATO | 1 | 1 | LEÓN |
| 1971-72        | LEÓN | 2 | 5 | IRAPUATO | IRAPUATO | 1 | 1 | LEÓN |
| MÉX-1986       | LEÓN | 0 | 0 | IRAPUATO | IRAPUATO | 1 | 0 | LEÓN |
| 1986-87        | LEÓN | 2 | 1 | IRAPUATO | IRAPUATO | 1 | 0 | LEÓN |
| 1990-91        | LEÓN | 1 | 0 | IRAPUATO | IRAPUATO | 3 | 3 | LEÓN |
| INV-00, VER-01 | LEÓN | 0 | 1 | IRAPUATO | IRAPUATO | 2 | 2 | LEÓN |
| INV-02         | LEÓN | 2 | 2 | IRAPUATO |          |   |   |      |

Historial de partidos en la Copa México
| 1966-67 | LEÓN     | 3 | 1 | IRAPUATO | IRAPUATO | 1 | 1 | LEÓN | CUARTOS DE FINAL |
| 1970-71 | IRAPUATO | 1 | 2 | LEÓN     |          |   |   |      | CUARTOS DE FINAL |
| 1971-72 | LEÓN     | 3 | 1 | IRAPUATO |          |   |   |      | FASE DE GRUPOS   |

Historial de partidos en División de Ascenso
| INV-2002, VER-2003 | LEÓN | 2 | 1 | IRAPUATO | IRAPUATO | 2 | 0 | LEÓN |                  |
| 2002-2003          | LEÓN | 1 | 2 | IRAPUATO | IRAPUATO | 1 | 0 | LEÓN | FINAL DE ASCENSO |
| AP-2005, CL-2006   | LEÓN | 1 | 0 | IRAPUATO | IRAPUATO | 0 | 0 | LEÓN |                  |
| AP-2008            | LEÓN | 0 | 4 | IRAPUATO | IRAPUATO | 0 | 1 | LEÓN |                  |
| AP-2008            | LEÓN | 1 | 1 | IRAPUATO | IRAPUATO | 1 | 0 | LEÓN | CUARTOS DE FINAL |
| AP-2009, BI-2010   | LEÓN | 3 | 2 | IRAPUATO | IRAPUATO | 0 | 0 | LEÓN |                  |
| AP-2010, CL-2011   | LEÓN | 1 | 1 | IRAPUATO | IRAPUATO | 1 | 2 | LEÓN |                  |
| AP-2011            | LEÓN | 2 | 0 | IRAPUATO | IRAPUATO | 0 | 1 | LEÓN | CUARTOS DE FINAL |
| AP-2011- CL-2012   | LEÓN | 1 | 1 | IRAPUATO | IRAPUATO | 1 | 2 | LEÓN |                  |

Historial en partidos de la Copa de Oro de Occidente
| 1957 | LEÓN | 1 | 1 | IRAPUATO | IRAPUATO | 3 | 1 | LEÓN |
| 1958 | LEÓN | 4 | 3 | IRAPUATO | IRAPUATO | 2 | 0 | LEÓN |
| 1959 | LEÓN | 1 | 3 | IRAPUATO | IRAPUATO | 1 | 3 | LEÓN |
| 1960 | LEÓN | 1 | 1 | IRAPUATO | IRAPUATO | 0 | 2 | LEÓN |

## Jugadores

### Plantilla: Apertura 2025
- De acuerdo con los reglamentos vigentes, de competencia de la Liga MX (2025-26) y de participación por formación de la FMF (2021), los equipos de la primera división están limitados a tener registrados en sus planteles un máximo de nueve jugadores no formados en México (NFM), de los cuales solo ocho pueden ser convocados por partido y únicamente siete podrán tener participación. Esta categoría de registro, no solo incluye a los extranjeros, sino también a los mexicanos por naturalización. Los jugadores que obtengan su carta de naturalización durante el torneo, permanecerán con el registro de su nacionalidad de origen hasta el certamen siguiente; no obstante, si un jugador naturalizado participa de un partido de competencia oficial con la selección mexicana, podrá ser registrado como «formado en México» para la campaña siguiente.[36][37]
- En virtud de lo anterior, la nacionalidad expuesta aquí, corresponde a la del registro formal ante la liga, indistintamente de otros criterios como doble nacionalidad, la mencionada naturalización o la representación de un seleccionado nacional distinto al del origen registrado.
- En cumplimiento de lo dispuesto por el artículo 28 del reglamento de competencia, los clubes deberán acumular un mínimo de 1170 minutos jugados por elementos formados en México (FM), nacidos a partir del 1 de enero de 2003; para ello, y de conformidad con los artículos 8, 9 y 10, podrán utilizar jugadores de sus equipos de categorías menores que participan en las Ligas de Fuerzas Básicas; o en caso de tenerlas, de sus filiales de Liga de Expansión, Liga Premier y Liga TDP. Todo lo anterior con el formato de «carnet único», es decir, la autorización formal de la FMF para jugar en todos los equipos ligados a la misma institución. Por lo cual, para los efectos de esta tabla, solo aparecerán los jugadores registrados en la fuente principal (sitio oficial de la Liga MX) para el primer equipo, y no aquellos que en el lapso del certamen disputen partidos para cumplir la regla de menores, sin estar inscritos en el plantel principal.[38]

### Altas y bajas: Apertura 2025
| Altas              | Altas         | Altas                      | Altas           |
| Jugador            | Posición      | Procedencia                | Tipo            |
| ------------------ | ------------- | -------------------------- | --------------- |
| Valentín Gauthier  | Defensa       | Club Atlético Juventud     | Traspaso        |
| Paolo Medina       | Defensa       | AFC Unirea Slobozia        | Libre           |
| Oscar Villa        | Defensa       | Cancún Fútbol Club         | Fin de préstamo |
| Daniel Arcila      | Mediocampista | Envigado F. C.             | Traspaso        |
| Jordi Cortizo      | Mediocampista | Club de Fútbol Monterrey   | Traspaso        |
| Fernando Beltrán   | Mediocampista | Club Deportivo Guadalajara | Traspaso        |
| Gael García        | Delantero     | Club Deportivo Tapatío     | Préstamo        |
| Emilio Rodríguez   | Delantero     | RC Celta Fortuna           | Préstamo        |
| Alfonso Alvarado   | Delantero     | Club de Fútbol Monterrey   | Traspaso        |
| Rogelio Funes Mori | Delantero     | Club Universidad Nacional  | Agente libre    |
| Ismael Díaz        | Delantero     | Universidad Católica       | Traspaso        |

| Bajas            | Bajas         | Bajas                        | Bajas           |
| Jugador          | Posición      | Destino                      | Tipo            |
| ---------------- | ------------- | ---------------------------- | --------------- |
| Mauricio Isaís   | Defensa       | Deportivo Toluca Fútbol Club | Fin de préstamo |
| Sebastián Fierro | Mediocampista | Mazatlán Fútbol Club         | Prestamo        |
| Daniel Hernández | Mediocampista | Mazatlán Fútbol Club         | Préstamo        |
| Steven Mendoza   | Mediocampista | Club Athletico Paranaense    | Traspaso        |
| Édgar Guerra     | Mediocampista | Club Puebla                  | Préstamo        |
| Jhonder Cádiz    | Delantero     | Club de Fútbol Pachuca       | Préstamo        |

### Campeones de Goleo
| N.º | Nombre                      | Temporada     | Goles |
| --- | --------------------------- | ------------- | ----- |
| 1   | Adalberto López             | 1946-1947     | 33    |
| 2   | Adalberto López             | 1947-1948     | 36    |
| 3   | Adalberto López             | 1948-1949     | 28    |
| 4   | Luis Estrada                | 1968-1969     | 24    |
| 5   | Sergio Anaya                | México 1970   | 16    |
| 6   | Evanivaldo Castro "Cabinho" | 1984-1985     | 23    |
| 7   | Everaldo Begines            | Verano 2000   | 14    |
| 8   | Mauro Boselli               | Apertura 2014 | 12    |
| 9   | Mauro Boselli               | Apertura 2015 | 13    |
| 10  | Mauro Boselli               | Apertura 2017 | 11    |
| 11  | Ángel Mena                  | Clausura 2019 | 14    |
| 12  | Federico Viñas              | Clausura 2024 | 8     |

### Campeones de Goleo en divisiones inferiores
| N.º | Nombre               | Temporada         | Goles |
| --- | -------------------- | ----------------- | ----- |
| 1   | Héctor Álvarez       | Apertura 2003     | 13    |
| 2   | Mauricio Romero      | Apertura 2007     | 14    |
| 3   | Freddy Bareiro       | Clausura 2008     | 17    |
| 4   | Carlos Casartelli    | Bicentenario 2010 | 11    |
| 5   | Blas Pérez           | Clausura 2011     | 14    |
| 6   | Nelson Sebastián Maz | Clausura 2012     | 14    |

### Máximos anotadores
Actualizado al último partido disputado el 17 de mayo de 2024.
| #  | Jugador                       | Temporadas                       | LIG | 2A CAT          | COP           | CDC | CON | LIB | Total |   |   |     |
| -- | ----------------------------- | -------------------------------- | --- | --------------- | ------------- | --- | --- | --- | ----- | - | - | --- |
| #  | Jugador                       | Temporadas                       | 1   | Adalberto López | 1946 - 50 (5) | 125 | -   | 9   | 1     | - | - | 135 |
| 2  | Mauro Boselli                 | 2013 - 18 (5)                    | 105 | -               | 20            | -   | 1   | 4   | 130   |   |   |     |
| 3  | Marcos Aurelio                | 1944 - 48/ 1951 - 56 (6)         | 98  | -               | 10            | -   | -   | -   | 108   |   |   |     |
| 4  | Luis Estrada                  | 1965 - 73 / 1978 - 79 (9)        | 94  | -               | 11            | 1   | -   | -   | 106   |   |   |     |
| 5  | Roberto Salomone              | 1971 - 77 (6)                    | 95  | -               | 9             | -   | -   | -   | 104   |   |   |     |
| 6  | Tita                          | 1990 - 94/ 1995 - 97 (6)         | 88  | -               | 2             | -   | 7   | -   | 97    |   |   |     |
| 7  | Oswaldo Martinolli            | 1955 - 61 (5)                    | 73  | -               | 15            | 2   | -   | -   | 90    |   |   |     |
| 8  | Ángel Mena                    | 2019 - 2024 (5)                  | 71  | -               | 1             | -   | 5   | -   | 77    |   |   |     |
| 9  | Sergio Anaya                  | 1966 - 72 (7)                    | 52  | -               | 7             | -   | -   | -   | 59    |   |   |     |
| 10 | Alberto Etcheverry            | 1958 - 61 (3)                    | 37  | -               | 20            | -   | -   | -   | 57    |   |   |     |
| 11 | Luis Montes                   | 2011 - 2022 (11)                 | 47  | 7               | 1             | -   | -   | 1   | 56    |   |   |     |
| 12 | Luis Luna                     | 1945 - 1962 (17)                 | 47  | -               | 6             | -   | -   | -   | 53    |   |   |     |
| 13 | Carlos Peña                   | 2011 - 15 / 2017 (6)             | 38  | 6               | 5             | -   | -   | 3   | 52    |   |   |     |
| 14 | Alberto Jorge                 | 1976 - 80 (4)                    | 51  | -               | -             | -   | -   | -   | 51    |   |   |     |
| 15 | Jorge Davino                  | 1970-1975 (5)                    | 38  | -               | 7             | -   | -   | -   | 45    |   |   |     |
| 16 | José Valdez                   | 1965-74                          | 40  | -               | 5             | -   | -   | -   | 45    |   |   |     |
| 17 | Concepción Rodríguez          | 1977-84                          | 44  | -               | -             | -   | -   | -   | 44    |   |   |     |
| 18 | Cabinho                       | 1983 - 85 (2)                    | 44  | -               | -             | -   | -   | -   | 44    |   |   |     |
| 19 | Everaldo Begines              | 1997 - 00 (3)                    | 43  | -               | -             | -   | 1   | -   | 44    |   |   |     |
| 20 | Héctor Carlos Álvarez         | 2005/2006-2007                   | -   | 44              | -             | -   | -   | -   | 44    |   |   |     |
| 21 | Elías Hernández               | 2013 - 2018/2021 - 2024. (5)     | 36  | -               | 2             | -   | 6   | -   | 44    |   |   |     |
| 22 | Mateo De la Tijera            | 1955-1958 (3)                    | 28  | -               | 10            | 2   | -   | -   | 40    |   |   |     |
| 23 | Nelson Sebastián Maz          | 2011-2014                        | 9   | 27              | -             | -   | -   | 1   | 37    |   |   |     |
| 24 | Arturo Armando "Mango" Orozco | 1948-54                          | 28  | -               | 7             | -   |     |     | 36    |   |   |     |
| 25 | José Rafael Albrecht          | 1970-1974                        | 35  | -               | 1             | -   | -   | -   | 36    |   |   |     |
| 26 | Isaac Ayipei                  | 1992-1995 (3)                    | 35  | -               | -             | -   | 1   | -   | 36    |   |   |     |
| 27 | Luis Nieves                   | 2006-2012 (6)                    | -   | 36              | -             | -   | -   | -   | 36    |   |   |     |
| 28 | Claudionor Barbosa            | 1961-66                          | 34  | -               | 1             | -   | -   | -   | 35    |   |   |     |
| 29 | Sigifredo Mercado             | 1995 - 99 / 2000 - 01 / 2003 (6) | 33  | -               | 1             | -   | 1   | -   | 35    |   |   |     |
| 30 | Víctor Dávila                 | 2020-2023                        | 30  | -               | -             | -   | 3   | -   | 33    |   |   |     |
| 31 | José de Jesús Mendizábal      | 1982-1987                        | 32  | -               | -             | ?   | -   | -   | 32    |   |   |     |
| 32 | Freddy Bareiro                | 2007-2008                        | -   | 30              | -             | -   | -   | -   | 30    |   |   |     |
| 33 | Guillermo Flores              | 28                               |     | -               | 1             | -   | -   | -   | 29    |   |   |     |
| 34 | Ángel "Che" Fernández         | 1944-1949                        | 28  | -               | ?             | -   | -   | -   | 28    |   |   |     |
| 35 | Martín Peña                   | 1990 - 92 / 1995 - 99 / 2001 (7) | 26  | -               | 1             | -   | -   | -   | 27    |   |   |     |
| 36 | Bardo Fierros                 | 2004 - 2007                      | -   | 27              | -             | -   | -   | -   | 27    |   |   |     |
| 37 | Leonel Bossa                  | 1950-58 (8)                      | 21  | -               | ?             | ?   | -   | -   | 26    |   |   |     |
| 38 | Mauricio Romero               | 2007 - 2008                      | -   | 26              | -             | -   | -   | -   | 26    |   |   |     |
| 39 | Francisco Uribe               | 1990-1992 / 1999-2001 (5)        | 23  | -               | 2             | -   | -   | -   | 25    |   |   |     |
| 40 | Rubén Omar Romano             | 1981-1983                        | 24  | -               | ?             | -   | -   | -   | 24    |   |   |     |

- No se incluye la anotación de Claudionor Barbosa en el Torneo Presidente Adolfo López Mateos 1963 ya que ese torneo de Copa se considera extraordinario.

## Palmarés

### Torneos oficiales
En negrita las competiciones oficiales o reconocidas
| Competición nacional (18)        | Títulos                                                                                     | Subcampeonatos                                                                       |
| -------------------------------- | ------------------------------------------------------------------------------------------- | ------------------------------------------------------------------------------------ |
| Primera División de México (8/7) | 1947-48, 1948-49, 1951-52, 1955-56, 1991-92, Apertura 2013, Clausura 2014, Guard1anes 2020. | 1946-47, 1958-59, 1972-73, 1974-75, Invierno 1997, Clausura 2019, Grita México 2021. |
| Copa México (5/5)                | 1948-49, 1957-58, 1966-67, 1970-71, 1971-72.                                                | 1952-53, 1956-57, 1958-59, 1965-66, Apertura 2015.                                   |
| Campeón de Campeones (5/4)       | 1947-48, 1948-49, 1955-56, 1970-71, 1971-72.                                                | 1951-52, 1957-58, 1966-67, 2020-21.                                                  |
| Liga de Ascenso de México (4/3)  | Clausura 2003, Clausura 2004, Clausura 2008, Clausura 2012.                                 | Clausura 2005, Clausura 2007, Bicentenario 2010.                                     |
| Campeón de Ascenso (1/3)         | 2011-12.                                                                                    | 2002-03, 2003-04, 2007-08.                                                           |
| Segunda división de México (1/1) | 1989-1990.                                                                                  | 1987-1988.                                                                           |

| Competición internacional (1)          | Títulos | Subcampeonatos |
| -------------------------------------- | ------- | -------------- |
| Liga de Campeones de la Concacaf (1/1) | 2023    | 1993.          |

### Torneos nacionales amistosos
- Torneo Triangular del Bajío: 1957.[62]
- Torneo Triangular Renovación: 1974.[63]
- 50th Anniversary Club León: 1994.[64]
- 25th Anniversary Estadio León: 1992.[65]
- Torneo Expo Feria San Francisco: 1995.[66]
- Copa Bajío: 2000.[67]
- Copa Feria de León (1): 2016.[68]
- Copa León (2): 2004,[69] 2012.[70]
- Copa Campeón de Campeones (1): 2012.[71]
- Torneo Cuna del Fútbol Mexicano (1): 2012.[72]
- Copa Telcel (1): 2013.
- Copa Guanajuato 200 Años de Grandeza (1): 2024.

### Torneos internacionales amistosos
- Subcampeón del Trofeo Joan Gamper (1): 2014.
- Leagues Cup (1): 2021.[nota 2]

## Participaciones internacionales
En negrita las ediciones ganadas
| Competición                           | Edición                                           |
| ------------------------------------- | ------------------------------------------------- |
| Liga de Campeones de la Concacaf (8)  | 1976, 1993, 1998, 2014-15, 2020, 2021, 2022, 2023 |
| Copa Libertadores (2)                 | 2013, 2014                                        |
| Copa Mundial de Clubes de la FIFA (1) | 2023                                              |